# Хоккейная Лига чемпионов в сезоне 2021/2022. Групповой этап
Данная статья содержит информацию о групповом этапе хоккейной Лиги чемпионов 2021/22.
Жеребьёвка группового этапа прошла 19 мая 2021 года.

## Жеребьёвка
Жеребьёвка группового этапа прошла 19 мая 2021 года.

### Команды
| Корзина 1                                                         | Корзина 2                                            | Корзина 3                                                            | Корзина 4                                                                       | Корзина 5                                                                                       |
| ----------------------------------------------------------------- | ---------------------------------------------------- | -------------------------------------------------------------------- | ------------------------------------------------------------------------------- | ----------------------------------------------------------------------------------------------- |
| Фрёлунда Векшё Лейкерс Цуг Айсберен Берлин Лукко Оцеларжи Тршинец | Рёгле Лугано Адлер Мангейм ХИФК Спарта Прага Лександ | Фрибур-Готтерон Ред Булл Мюнхен ТПС Млада-Болеслав Шеллефтео Лозанна | Фиштаун Пингвинз Таппара ЦСК Лайонс Слован Братислава Кардифф Девилз Сённерйюск | Клагенфурт Больцано Ред Булл Зальцбург Руан Фриск Аскер Ястшембе Рунгстед Сайер Кэпитал Донбасс |

## Группы

### Группа А
| Поз | Команда          | И | В | В(ОТ) | П(ОТ) | П | ШЗ | ШП | РШ | О  | Квалификация |            | СПА | ВЕК      | ФИШ | ТПС |
| --- | ---------------- | - | - | ----- | ----- | - | -- | -- | -- | -- | ------------ | ---------- | --- | -------- | --- | --- |
| 1   | Спарта Прага     | 6 | 3 | 2     | 0     | 1 | 17 | 10 | +7 | 13 | Плей-офф     |            | —   | 2:1 (ОТ) | 5:2 | 3:2 |
| 2   | Векшё Лейкерс    | 6 | 3 | 0     | 1     | 2 | 14 | 10 | +4 | 10 | Плей-офф     |            | 2:1 | —        | 5:0 | 4:2 |
| 3   | Фиштаун Пингвинз | 6 | 3 | 0     | 0     | 3 | 10 | 15 | −5 | 9  |              |            | 1:2 | 2:1      | —   | 3:0 |
| 4   | ТПС              | 6 | 1 | 0     | 1     | 4 | 10 | 16 | −6 | 4  |              | 2:3 (бул.) | 3:1 | 1:2      | —   |     |

| 27 августа 2021 19:00 | ТПС | 1:2 (0:0, 0:1, 1:1) | Фиштаун Пингвинз | «Геторейд Центр», Турку Зрителей: 1 325 |

| Отчёт                                        | Отчёт         | Отчёт                                                                                   | Отчёт            | Отчёт                                                                             |
| -------------------------------------------- | ------------- | --------------------------------------------------------------------------------------- | ---------------- | --------------------------------------------------------------------------------- |
|                                              |               |                                                                                         |                  |                                                                                   |
|                                              | Андрей Кареев | Вратари                                                                                 | Брендон Максвелл | Судьи: Ааро Бряннаре Ансси Салонен Линейные судьи: Йоона Элонен Маркус Хагерстрём |
|                                              | Голы:         |                                                                                         |                  | Судьи: Ааро Бряннаре Ансси Салонен Линейные судьи: Йоона Элонен Маркус Хагерстрём |
| Ф. Сандберг (М. Нурми, Дж. Роудуолд) — 59:05 | 0:1 0:2 1:2   | 36:38 — С. Диц (Р. Мауэрманн, Н. Андерсен) (бол.) 45:44 — Н. Киндер (Т. Макгинн) (мен.) |                  | Судьи: Ааро Бряннаре Ансси Салонен Линейные судьи: Йоона Элонен Маркус Хагерстрём |
|                                              |               |                                                                                         |                  | Судьи: Ааро Бряннаре Ансси Салонен Линейные судьи: Йоона Элонен Маркус Хагерстрём |
|                                              |               |                                                                                         |                  | Судьи: Ааро Бряннаре Ансси Салонен Линейные судьи: Йоона Элонен Маркус Хагерстрём |
|                                              |               |                                                                                         |                  | Судьи: Ааро Бряннаре Ансси Салонен Линейные судьи: Йоона Элонен Маркус Хагерстрём |
| 8 мин                                        | Штраф         | 4 мин                                                                                   |                  | Судьи: Ааро Бряннаре Ансси Салонен Линейные судьи: Йоона Элонен Маркус Хагерстрём |
|                                              |               |                                                                                         |                  |                                                                                   |
|                                              | 38            | Броски                                                                                  | 23               |                                                                                   |

| 27 августа 2021 19:05 | Векшё Лейкерс | 2:1 (1:0, 1:0, 0:1) | Спарта Прага | «Вида Арена», Векшё Зрителей: 1 218 |

| Отчёт | Отчёт         | Отчёт                                      | Отчёт           | Отчёт                                                                                |
| --- | ------------- | ------------------------------------------ | --------------- | ------------------------------------------------------------------------------------ |
| |               |                                            |                 |                                                                                      |
| | Янис Калныньш | Вратари                                    | Александр Салак | Судьи: Кристоффер Хольм Микаэль Хольм Линейные судьи: Густав Юнссон Андреас Свенссон |
| | Голы:         |                                            |                 | Судьи: Кристоффер Хольм Микаэль Хольм Линейные судьи: Густав Юнссон Андреас Свенссон |
| О. Люкселль (М. Койвисто, П. Хольмберг) (бол.) — 15:31 Ю. Няттинен (Й. Перссон, Р. Розен) (бол.) — 23:49 | 1:0 2:0 2:1   | 59:54 — М. Ржепик (В. Соботка, Т. Павелка) |                 | Судьи: Кристоффер Хольм Микаэль Хольм Линейные судьи: Густав Юнссон Андреас Свенссон |
| |               |                                            |                 | Судьи: Кристоффер Хольм Микаэль Хольм Линейные судьи: Густав Юнссон Андреас Свенссон |
| |               |                                            |                 | Судьи: Кристоффер Хольм Микаэль Хольм Линейные судьи: Густав Юнссон Андреас Свенссон |
| |               |                                            |                 | Судьи: Кристоффер Хольм Микаэль Хольм Линейные судьи: Густав Юнссон Андреас Свенссон |
| 6 мин | Штраф         | 14 мин                                     |                 | Судьи: Кристоффер Хольм Микаэль Хольм Линейные судьи: Густав Юнссон Андреас Свенссон |
| |               |                                            |                 |                                                                                      |
| | 24            | Броски                                     | 27              |                                                                                      |

| 29 августа 2021 15:35 | Векшё Лейкерс | 5:0 (3:0, 1:0, 1:0) | Фиштаун Пингвинз | «Вида Арена», Векшё Зрителей: 1 487 |

| Отчёт | Отчёт               | Отчёт   | Отчёт                | Отчёт                                                                                |
| --- | ------------------- | ------- | -------------------- | ------------------------------------------------------------------------------------ |
| |                     |         |                      |                                                                                      |
| | Адам Оман           | Вратари | Максимилиан Францреб | Судьи: Микаэль Хольм Кристоффер Хольм Линейные судьи: Андреас Свенссон Густав Юнссон |
| | Голы:               |         |                      | Судьи: Микаэль Хольм Кристоффер Хольм Линейные судьи: Андреас Свенссон Густав Юнссон |
| Р. Йюнге (Г. Густафссон, Р. Розен) (бол.) — 1:07 Г. Густафссон (О. Люкселль, М. Койвисто) — 5:49 Э. Юсефссон (Х. Хеман-Актелль, Х. Густафссон) — 14:55 Р. Йюнге (О. Люкселль, Ю. Вайнио) — 28:14 Р. Йюнге (Л. Клаэссон, Х. Хемен-Актелль) — 52:41 | 1:0 2:0 3:0 4:0 5:0 |         |                      | Судьи: Микаэль Хольм Кристоффер Хольм Линейные судьи: Андреас Свенссон Густав Юнссон |
| |                     |         |                      | Судьи: Микаэль Хольм Кристоффер Хольм Линейные судьи: Андреас Свенссон Густав Юнссон |
| |                     |         |                      | Судьи: Микаэль Хольм Кристоффер Хольм Линейные судьи: Андреас Свенссон Густав Юнссон |
| |                     |         |                      | Судьи: Микаэль Хольм Кристоффер Хольм Линейные судьи: Андреас Свенссон Густав Юнссон |
| 8 мин | Штраф               | 8 мин   |                      | Судьи: Микаэль Хольм Кристоффер Хольм Линейные судьи: Андреас Свенссон Густав Юнссон |
| |                     |         |                      |                                                                                      |
| | 47                  | Броски  | 21                   |                                                                                      |

| 29 августа 2021 19:00 | ТПС | 2:3 (Б) (1:1, 0:1, 1:0; ОТ: 0:0; Б: 0:1) | Спарта Прага | «Геторейд Центр», Турку Зрителей: 1 007 |

| Отчёт | Отчёт                        | Отчёт | Отчёт           | Отчёт                                                                    |
| --- | ---------------------------- | --- | --------------- | ------------------------------------------------------------------------ |
| |                              | |                 |                                                                          |
| | Андрей Кареев                | Вратари | Александр Салак | Судьи: Йоонас Кова Кристиан Викман Линейные судьи: Нико Юси Йони Пеккала |
| | Голы:                        | |                 | Судьи: Йоонас Кова Кристиан Викман Линейные судьи: Нико Юси Йони Пеккала |
| М. Халтс (Э. Виро, В. Лаюнен) (бол.) — 19:09 Т. Стинберген (В. Лаюнен, А. Интонен) — 45:42 Тайлер Стинберген Элмери Эронен Эрик Роудуолд Калле Вяйсянен Митч Халтс | 0:1 1:1 1:2 2:2 2:3 Буллиты: | 7:27 — З. Долежал (Р. Горак, М. Ржепик) (бол.) 32:36 — Л. Зикмунд (Д. Витуох, З. Долежал) 65:00 — Ф. Хлапик (поб. бул.) Михал Ржепик Давид Каше Филип Хлапик Эрик Торелль Зденек Долежал |                 | Судьи: Йоонас Кова Кристиан Викман Линейные судьи: Нико Юси Йони Пеккала |
| |                              | |                 | Судьи: Йоонас Кова Кристиан Викман Линейные судьи: Нико Юси Йони Пеккала |
| |                              | |                 | Судьи: Йоонас Кова Кристиан Викман Линейные судьи: Нико Юси Йони Пеккала |
| |                              | |                 | Судьи: Йоонас Кова Кристиан Викман Линейные судьи: Нико Юси Йони Пеккала |
| 8 мин | Штраф                        | 10 мин |                 | Судьи: Йоонас Кова Кристиан Викман Линейные судьи: Нико Юси Йони Пеккала |
| |                              | |                 |                                                                          |
| | 44                           | Броски | 23              |                                                                          |

| 3 сентября 2021 20:30 | Фиштаун Пингвинз | 3:0 (0:0, 0:0, 3:0) | ТПС | Ледовая арена, Бремерхафен Зрителей: 2 066 |

| Отчёт | Отчёт            | Отчёт   | Отчёт         | Отчёт                                                                            |
| --- | ---------------- | ------- | ------------- | -------------------------------------------------------------------------------- |
| |                  |         |               |                                                                                  |
| | Брендон Максвелл | Вратари | Андрей Кареев | Судьи: Гордон Шукис Зирко Хунниус Линейные судьи: Йонас Мертен Николай Пономарёв |
| | Голы:            |         |               | Судьи: Гордон Шукис Зирко Хунниус Линейные судьи: Йонас Мертен Николай Пономарёв |
| С. Диц (М. Верлич, Я. Урбас) — 40:47 Я. Урбас (М. Верлич, Ж. Еглич) — 46:55 Р. Мауэрманн (М. Блейк) (п.в.) — 59:11 | 1:0 2:0 3:0      |         |               | Судьи: Гордон Шукис Зирко Хунниус Линейные судьи: Йонас Мертен Николай Пономарёв |
| |                  |         |               | Судьи: Гордон Шукис Зирко Хунниус Линейные судьи: Йонас Мертен Николай Пономарёв |
| |                  |         |               | Судьи: Гордон Шукис Зирко Хунниус Линейные судьи: Йонас Мертен Николай Пономарёв |
| |                  |         |               | Судьи: Гордон Шукис Зирко Хунниус Линейные судьи: Йонас Мертен Николай Пономарёв |
| 4 мин | Штраф            | 8 мин   |               | Судьи: Гордон Шукис Зирко Хунниус Линейные судьи: Йонас Мертен Николай Пономарёв |
| |                  |         |               |                                                                                  |
| | 39               | Броски  | 20            |                                                                                  |

| 3 сентября 2021 20:35 | Спарта Прага | 2:1 (ОТ) (0:1, 1:0, 0:0, ОТ: 1:0) | Векшё Лейкерс | «Типспорт Арена», Прага Зрителей: 3 312 |

| Отчёт                                                                              | Отчёт           | Отчёт                                       | Отчёт         | Отчёт                                                                 |
| ---------------------------------------------------------------------------------- | --------------- | ------------------------------------------- | ------------- | --------------------------------------------------------------------- |
|                                                                                    |                 |                                             |               |                                                                       |
|                                                                                    | Александр Салак | Вратари                                     | Янис Калныньш | Судьи: Рене Градил Адам Кика Линейные судьи: Вит Ледерер Иржи Свобода |
|                                                                                    | Голы:           |                                             |               | Судьи: Рене Градил Адам Кика Линейные судьи: Вит Ледерер Иржи Свобода |
| В. Соботка (Т. Павелка, М. Ржепик) — 32:37 Д. Каше (Ф. Хлапик, Т. Павелка) — 61:11 | 1:0 1:1 2:1     | 15:00 — М. Лундберг (Э. Калоф, О. Люкселль) |               | Судьи: Рене Градил Адам Кика Линейные судьи: Вит Ледерер Иржи Свобода |
|                                                                                    |                 |                                             |               | Судьи: Рене Градил Адам Кика Линейные судьи: Вит Ледерер Иржи Свобода |
|                                                                                    |                 |                                             |               | Судьи: Рене Градил Адам Кика Линейные судьи: Вит Ледерер Иржи Свобода |
|                                                                                    |                 |                                             |               | Судьи: Рене Градил Адам Кика Линейные судьи: Вит Ледерер Иржи Свобода |
| 8 мин                                                                              | Штраф           | 8 мин                                       |               | Судьи: Рене Градил Адам Кика Линейные судьи: Вит Ледерер Иржи Свобода |
|                                                                                    |                 |                                             |               |                                                                       |
|                                                                                    | 48              | Броски                                      | 24            |                                                                       |

| 5 сентября 2021 18:00 | Спарта Прага | 3:2 (1:0, 1:1, 1:1) | ТПС | «Типспорт Арена», Прага Зрителей: 3 189 |

| Отчёт | Отчёт               | Отчёт | Отчёт        | Отчёт                                                                         |
| --- | ------------------- | --- | ------------ | ----------------------------------------------------------------------------- |
| |                     | |              |                                                                               |
| | Якуб Неужил         | Вратари                                                                                                  | Ээту Анттила | Судьи: Владимир Пешина Якуб Шиндел Линейные судьи: Иржи Ондрачек Иржи Свобода |
| | Голы:               | |              | Судьи: Владимир Пешина Якуб Шиндел Линейные судьи: Иржи Ондрачек Иржи Свобода |
| Я. Конечны (Т. Павелка, Д. Витоух) — 11:41 Я. Бухтеле (Л. Цикмунд, М. Форман) — 25:34 Я. Конечны (Д. Витоух) — 44:23 | 1:0 2:0 2:1 2:2 3:2 | 36:58 — М. Халтс (Й. Суоми, Т. Стинберген) (бол.) 43:20 — М. Нурми (Ю. Слафковский, Ю. Пярссинен) (бол.) |              | Судьи: Владимир Пешина Якуб Шиндел Линейные судьи: Иржи Ондрачек Иржи Свобода |
| |                     | |              | Судьи: Владимир Пешина Якуб Шиндел Линейные судьи: Иржи Ондрачек Иржи Свобода |
| |                     | |              | Судьи: Владимир Пешина Якуб Шиндел Линейные судьи: Иржи Ондрачек Иржи Свобода |
| |                     | |              | Судьи: Владимир Пешина Якуб Шиндел Линейные судьи: Иржи Ондрачек Иржи Свобода |
| 8 мин | Штраф               | 8 мин |              | Судьи: Владимир Пешина Якуб Шиндел Линейные судьи: Иржи Ондрачек Иржи Свобода |
| |                     | |              |                                                                               |
| | 28                  | Броски                                                                                                   | 30           |                                                                               |

| 5 сентября 2021 19:05 | Фиштаун Пингвинз | 2:1 (1:0, 1:1, 0:0) | Векшё Лейкерс | Ледовая арена, Бремерхафен Зрителей: 1 948 |

| Отчёт                                                                          | Отчёт                | Отчёт                                                 | Отчёт         | Отчёт                                                                           |
| ------------------------------------------------------------------------------ | -------------------- | ----------------------------------------------------- | ------------- | ------------------------------------------------------------------------------- |
|                                                                                |                      |                                                       |               |                                                                                 |
|                                                                                | Максимилиан Францреб | Вратари                                               | Янис Калныньш | Судьи: Алекси Рантала Марк Иверт Линейные судьи: Йонас Мертен Николай Пономарёв |
|                                                                                | Голы:                |                                                       |               | Судьи: Алекси Рантала Марк Иверт Линейные судьи: Йонас Мертен Николай Пономарёв |
| Я. Урбас (М. Верлич, П. Альбер) — 3:19 Р. Мауэрманн (К. Вейсе, Т. Луц) — 23:46 | 1:0 2:0 2:1          | 26:54 — О. Люкселль (М. Лундберг, М. Койвисто) (бол.) |               | Судьи: Алекси Рантала Марк Иверт Линейные судьи: Йонас Мертен Николай Пономарёв |
|                                                                                |                      |                                                       |               | Судьи: Алекси Рантала Марк Иверт Линейные судьи: Йонас Мертен Николай Пономарёв |
|                                                                                |                      |                                                       |               | Судьи: Алекси Рантала Марк Иверт Линейные судьи: Йонас Мертен Николай Пономарёв |
|                                                                                |                      |                                                       |               | Судьи: Алекси Рантала Марк Иверт Линейные судьи: Йонас Мертен Николай Пономарёв |
| 6 мин                                                                          | Штраф                | 6 мин                                                 |               | Судьи: Алекси Рантала Марк Иверт Линейные судьи: Йонас Мертен Николай Пономарёв |
|                                                                                |                      |                                                       |               |                                                                                 |
|                                                                                | 24                   | Броски                                                | 37            |                                                                                 |

| 5 октября 2021 19:05 | ТПС | 3:1 (1:1, 1:0, 1:0) | Векшё Лейкерс | «Геторейд Центр», Турку Зрителей: 541 |

| Отчёт | Отчёт           | Отчёт                                               | Отчёт     | Отчёт                                                                        |
| --- | --------------- | --------------------------------------------------- | --------- | ---------------------------------------------------------------------------- |
| |                 |                                                     |           |                                                                              |
| | Ээту Анттила    | Вратари                                             | Адам Оман | Судьи: Ласси Хейккинен Микко Каукокари Линейные судьи: Нико Юси Йони Пеккала |
| | Голы:           |                                                     |           | Судьи: Ласси Хейккинен Микко Каукокари Линейные судьи: Нико Юси Йони Пеккала |
| А. Интонен (Э. Эронен, Т. Хаапанен) — 1:48 А. Интонен (Э. Эронен, В. Пулли) — 25:16 Э. Лиукас (Т. Хаапанен) (п.в.) — 58:57 | 1:0 1:1 2:1 3:1 | 15:58 — П. Хольмберг (О. Люкселль, Э. Калоф) (бол.) |           | Судьи: Ласси Хейккинен Микко Каукокари Линейные судьи: Нико Юси Йони Пеккала |
| |                 |                                                     |           | Судьи: Ласси Хейккинен Микко Каукокари Линейные судьи: Нико Юси Йони Пеккала |
| |                 |                                                     |           | Судьи: Ласси Хейккинен Микко Каукокари Линейные судьи: Нико Юси Йони Пеккала |
| |                 |                                                     |           | Судьи: Ласси Хейккинен Микко Каукокари Линейные судьи: Нико Юси Йони Пеккала |
| 33 мин | Штраф           | 4 мин                                               |           | Судьи: Ласси Хейккинен Микко Каукокари Линейные судьи: Нико Юси Йони Пеккала |
| |                 |                                                     |           |                                                                              |
| | 12              | Броски                                              | 28        |                                                                              |

| 6 октября 2021 20:30 | Спарта Прага | 5:2 (2:2, 1:0, 2:0) | Фиштаун Пингвинз | «Типспорт Арена», Прага Зрителей: 3 311 |

| Отчёт | Отчёт                       | Отчёт                                                            | Отчёт                | Отчёт                                                                    |
| --- | --------------------------- | ---------------------------------------------------------------- | -------------------- | ------------------------------------------------------------------------ |
| |                             |                                                                  |                      |                                                                          |
| | Александр Салак             | Вратари                                                          | Максимилиан Францреб | Судьи: Рене Градил Якуб Шиндел Линейные судьи: Вит Ледерер Давид Клоучек |
| | Голы:                       |                                                                  |                      | Судьи: Рене Градил Якуб Шиндел Линейные судьи: Вит Ледерер Давид Клоучек |
| З. Долежал (Л. Зикмунд, Т. Дворжак) — 11:17 Д. Каше (М. Ржепик) — 13:29 П. Прымула (Л. Зикмунд, М. Моравчик) — 39:36 М. Моравчик (М. Ржепик) (мен.) — 40:53 О. Миклиш (М. Моравчик, Д. Каше) — 43:50 | 1:0 1:1 2:1 2:2 3:2 4:2 5:2 | 11:48 — Н. Андерсен 18:55 — Н. Киндер (Ф. Райснекер, В. Эмингер) |                      | Судьи: Рене Градил Якуб Шиндел Линейные судьи: Вит Ледерер Давид Клоучек |
| |                             |                                                                  |                      | Судьи: Рене Градил Якуб Шиндел Линейные судьи: Вит Ледерер Давид Клоучек |
| |                             |                                                                  |                      | Судьи: Рене Градил Якуб Шиндел Линейные судьи: Вит Ледерер Давид Клоучек |
| |                             |                                                                  |                      | Судьи: Рене Градил Якуб Шиндел Линейные судьи: Вит Ледерер Давид Клоучек |
| 4 мин | Штраф                       | 10 мин                                                           |                      | Судьи: Рене Градил Якуб Шиндел Линейные судьи: Вит Ледерер Давид Клоучек |
| |                             |                                                                  |                      |                                                                          |
| | 43                          | Броски                                                           | 28                   |                                                                          |

| 12 октября 2021 19:05 | Векшё Лейкерс | 4:2 (2:0, 1:0, 1:2) | ТПС | «Вида Арена», Векшё Зрителей: 2 314 |

| Отчёт | Отчёт                   | Отчёт                                                                  | Отчёт        | Отчёт                                                                                 |
| --- | ----------------------- | ---------------------------------------------------------------------- | ------------ | ------------------------------------------------------------------------------------- |
| |                         |                                                                        |              |                                                                                       |
| | Адам Оман               | Вратари                                                                | Ээту Анттила | Судьи: Рихард Магнуссон Маркус Линде Линейные судьи: Андерс Нюквист Андреас Мальквист |
| | Голы:                   |                                                                        |              | Судьи: Рихард Магнуссон Маркус Линде Линейные судьи: Андерс Нюквист Андреас Мальквист |
| Э. Юсефссон (Л. Клаэссон) — 10:56 Э. Юсефссон (Г. Густафссон, О. Хагман) — 15:54 Й. Перссон (О. Люкселль, Р. Йюнге) — 35:28 М. Лундберг — 59:59 | 1:0 2:0 3:0 3:1 3:2 4:2 | 55:46 — Э. Лиукас (Ю. Ясу) 57:40 — М. Пююхтия (М. Нурми, Ю. Пярссинен) |              | Судьи: Рихард Магнуссон Маркус Линде Линейные судьи: Андерс Нюквист Андреас Мальквист |
| |                         |                                                                        |              | Судьи: Рихард Магнуссон Маркус Линде Линейные судьи: Андерс Нюквист Андреас Мальквист |
| |                         |                                                                        |              | Судьи: Рихард Магнуссон Маркус Линде Линейные судьи: Андерс Нюквист Андреас Мальквист |
| |                         |                                                                        |              | Судьи: Рихард Магнуссон Маркус Линде Линейные судьи: Андерс Нюквист Андреас Мальквист |
| 2 мин | Штраф                   | 4 мин                                                                  |              | Судьи: Рихард Магнуссон Маркус Линде Линейные судьи: Андерс Нюквист Андреас Мальквист |
| |                         |                                                                        |              |                                                                                       |
| | 34                      | Броски                                                                 | 13           |                                                                                       |

| 12 октября 2021 20:00 | Фиштаун Пингвинз | 1:3 (0:0, 0:1, 1:2) | Спарта Прага | Ледовая арена, Бремерхафен Зрителей: 2 555 |

| Отчёт                             | Отчёт                | Отчёт                                                                                      | Отчёт       | Отчёт                                                                         |
| --------------------------------- | -------------------- | ------------------------------------------------------------------------------------------ | ----------- | ----------------------------------------------------------------------------- |
|                                   |                      |                                                                                            |             |                                                                               |
|                                   | Максимилиан Францреб | Вратари                                                                                    | Якуб Неужил | Судьи: Андре Шрадер Зирко Хунниус Линейные судьи: Уэйн Герт Николай Пономарёв |
|                                   | Голы:                |                                                                                            |             | Судьи: Андре Шрадер Зирко Хунниус Линейные судьи: Уэйн Герт Николай Пономарёв |
| М. Б. Валь (Р. Мауэрманн) — 49:29 | 0:1 0:2 1:2 1:3      | 24:50 — М. Моравчик (З. Долежал) 41:24 — Ф. Хлапик (М. Моравчик) 58:55 — П. Примула (п.в.) |             | Судьи: Андре Шрадер Зирко Хунниус Линейные судьи: Уэйн Герт Николай Пономарёв |
|                                   |                      |                                                                                            |             | Судьи: Андре Шрадер Зирко Хунниус Линейные судьи: Уэйн Герт Николай Пономарёв |
|                                   |                      |                                                                                            |             | Судьи: Андре Шрадер Зирко Хунниус Линейные судьи: Уэйн Герт Николай Пономарёв |
|                                   |                      |                                                                                            |             | Судьи: Андре Шрадер Зирко Хунниус Линейные судьи: Уэйн Герт Николай Пономарёв |
| 2 мин                             | Штраф                | 8 мин                                                                                      |             | Судьи: Андре Шрадер Зирко Хунниус Линейные судьи: Уэйн Герт Николай Пономарёв |
|                                   |                      |                                                                                            |             |                                                                               |
|                                   | 17                   | Броски                                                                                     | 31          |                                                                               |

### Группа В
| Поз | Команда            | И | В | В(ОТ) | П(ОТ) | П | ШЗ | ШП | РШ | О | Квалификация |     | ФРЁ      | ХИФК   | ЦСК      | МЛА    |
| --- | ------------------ | - | - | ----- | ----- | - | -- | -- | -- | - | ------------ | --- | -------- | ------ | -------- | ------ |
| 1   | Фрёлунда           | 4 | 2 | 1     | 0     | 1 | 14 | 11 | +3 | 8 | Плей-офф     |     | —        | 12 окт | 4:3 (ОТ) | 4:3    |
| 2   | ХИФК               | 4 | 2 | 1     | 0     | 1 | 7  | 4  | +3 | 8 | Плей-офф     |     | 2:3      | —      | 0:2      | 2:1    |
| 3   | ЦСК Лайонс         | 4 | 2 | 0     | 1     | 1 | 9  | 9  | 0  | 7 |              |     | 4:2      | 0:3    | —        | 12 окт |
| 4   | Млада-Болеслав (В) | 4 | 0 | 0     | 1     | 3 | 6  | 12 | −6 | 1 |              | 1:4 | 1:2 (ОТ) | 0:1    | —        |        |

| 26 августа 2021 18:00 | Млада-Болеслав | 1:4 (0:3, 0:1, 1:0) | Фрёлунда | «ШКО-ЭНЕРГО Арена», Млада-Болеслав Зрителей: 1 520 |

| Отчёт                         | Отчёт               | Отчёт | Отчёт        | Отчёт                                                                     |
| ----------------------------- | ------------------- | --- | ------------ | ------------------------------------------------------------------------- |
|                               |                     | |              |                                                                           |
|                               | Ян Ружичка          | Вратари | Никлас Рубин | Судьи: Даниэл Пражак Якуб Шиндел Линейные судьи: Давид Клоучек Йосеф Шпур |
|                               | Голы:               | |              | Судьи: Даниэл Пражак Якуб Шиндел Линейные судьи: Давид Клоучек Йосеф Шпур |
| М. Лунтер (П. Коусал) — 55:37 | 0:1 0:2 0:3 0:4 1:4 | 8:50 — Й. Ульссон (Н. Ласу, Т. Нидербах) 15:48 — Ю. Лундквист (Р. Лаш, К. Хенрикссон) 19:43 — П. Карлссон (Ф. Юханссон, Я. Муршак) (бол.) 29:03 — Ф. Юханссон (М. Фриберг, К. Хенрикссон) |              | Судьи: Даниэл Пражак Якуб Шиндел Линейные судьи: Давид Клоучек Йосеф Шпур |
|                               |                     | |              | Судьи: Даниэл Пражак Якуб Шиндел Линейные судьи: Давид Клоучек Йосеф Шпур |
|                               |                     | |              | Судьи: Даниэл Пражак Якуб Шиндел Линейные судьи: Давид Клоучек Йосеф Шпур |
|                               |                     | |              | Судьи: Даниэл Пражак Якуб Шиндел Линейные судьи: Давид Клоучек Йосеф Шпур |
| 8 мин                         | Штраф               | 10 мин |              | Судьи: Даниэл Пражак Якуб Шиндел Линейные судьи: Давид Клоучек Йосеф Шпур |
|                               |                     | |              |                                                                           |
|                               | 27                  | Броски | 34           |                                                                           |

| 26 августа 2021 20:45 | ЦСК Лайонс | 0:3 (0:0, 0:0, 0:3) | ХИФК | «Халленштадион», Цюрих Зрителей: 1 806 |

| Отчёт   | Отчёт         | Отчёт | Отчёт         | Отчёт                                                                          |
| ------- | ------------- | --- | ------------- | ------------------------------------------------------------------------------ |
|         |               | |               |                                                                                |
|         | Людовик Вебер | Вратари                                                                                                  | Майкл Гартейг | Судьи: Марк Виганд Мирослав Штолц Линейные судьи: Марк-Анри Прожен Томас Вольф |
|         | Голы:         | |               | Судьи: Марк Виганд Мирослав Штолц Линейные судьи: Марк-Анри Прожен Томас Вольф |
|         | 0:1 0:2 0:3   | 41:23 — О. Пааянен (Ю. Яаскя, М. Остен) 42:19 — Р. Ахонен (С. Дюк, О. Пааянен ) 58:46 — Й. Иннала (п.в.) |               | Судьи: Марк Виганд Мирослав Штолц Линейные судьи: Марк-Анри Прожен Томас Вольф |
|         |               | |               | Судьи: Марк Виганд Мирослав Штолц Линейные судьи: Марк-Анри Прожен Томас Вольф |
|         |               | |               | Судьи: Марк Виганд Мирослав Штолц Линейные судьи: Марк-Анри Прожен Томас Вольф |
|         |               | |               | Судьи: Марк Виганд Мирослав Штолц Линейные судьи: Марк-Анри Прожен Томас Вольф |
| 139 мин | Штраф         | 95 мин                                                                                                   |               | Судьи: Марк Виганд Мирослав Штолц Линейные судьи: Марк-Анри Прожен Томас Вольф |
|         |               | |               |                                                                                |
|         | 23            | Броски                                                                                                   | 37            |                                                                                |

| 28 августа 2021 17:00 | Млада-Болеслав | 1:2 (ОТ) (1:0, 0:1, 0:0, ОТ: 0:1) | ХИФК | «ШКО-ЭНЕРГО Арена», Млада-Болеслав Зрителей: 1 138 |

| Отчёт                       | Отчёт       | Отчёт | Отчёт         | Отчёт                                                                      |
| --------------------------- | ----------- | --- | ------------- | -------------------------------------------------------------------------- |
|                             |             | |               |                                                                            |
|                             | Ян Ружичка  | Вратари                                                                                                  | Майкл Гартейг | Судьи: Владимир Пешина Роберт Шир Линейные судьи: Давид Клоучек Йосеф Шпур |
|                             | Голы:       | |               | Судьи: Владимир Пешина Роберт Шир Линейные судьи: Давид Клоучек Йосеф Шпур |
| Я. Котала (Я. Дуфек) — 2:31 | 1:0 1:1 1:2 | 38:30 — Л. Тейссала (Й. Иннала, Э. Койвистойнен) (бол.) 62:15 — Р. Хирвонен (Т. Тальберг, Э. Терявяйнен) |               | Судьи: Владимир Пешина Роберт Шир Линейные судьи: Давид Клоучек Йосеф Шпур |
|                             |             | |               | Судьи: Владимир Пешина Роберт Шир Линейные судьи: Давид Клоучек Йосеф Шпур |
|                             |             | |               | Судьи: Владимир Пешина Роберт Шир Линейные судьи: Давид Клоучек Йосеф Шпур |
|                             |             | |               | Судьи: Владимир Пешина Роберт Шир Линейные судьи: Давид Клоучек Йосеф Шпур |
| 6 мин                       | Штраф       | 10 мин                                                                                                   |               | Судьи: Владимир Пешина Роберт Шир Линейные судьи: Давид Клоучек Йосеф Шпур |
|                             |             | |               |                                                                            |
|                             | 30          | Броски                                                                                                   | 21            |                                                                            |

| 28 августа 2021 21:05 | ЦСК Лайонс | 4:2 (1:2, 0:0, 3:0) | Фрёлунда | «Халленштадион», Цюрих Зрителей: 1 925 |

| Отчёт | Отчёт                   | Отчёт                                                                                       | Отчёт          | Отчёт                                                                     |
| --- | ----------------------- | ------------------------------------------------------------------------------------------- | -------------- | ------------------------------------------------------------------------- |
| |                         |                                                                                             |                |                                                                           |
| | Лукас Флюэлер           | Вратари                                                                                     | Мэттью Томкинс | Судьи: Марк Виганд Николя Флюри Линейные судьи: Дарио Фухс Даниэль Дуарте |
| | Голы:                   |                                                                                             |                | Судьи: Марк Виганд Николя Флюри Линейные судьи: Дарио Фухс Даниэль Дуарте |
| С. Боденман (М. Крюгер, Д. Дим) (бол.) — 15:38 Р. Хейз (Ф. Бальтисбергер, П. Геринг) — 44:20 М. Крюгер (Д. Дим, Дж. Азеведо) (бол.) — 45:51 Дж. Сигрист (Дж. Азеведо, М. Крюгер) (п.в.) — 59:36 | 0:1 1:1 1:2 2:2 3:2 4:2 | 5:51 — Ю. Сундстрём (Н. Ласу, М. Норлиндер) 17:27 — М. Норлиндер (Р. Лаш, М. Шпачек) (бол.) |                | Судьи: Марк Виганд Николя Флюри Линейные судьи: Дарио Фухс Даниэль Дуарте |
| |                         |                                                                                             |                | Судьи: Марк Виганд Николя Флюри Линейные судьи: Дарио Фухс Даниэль Дуарте |
| |                         |                                                                                             |                | Судьи: Марк Виганд Николя Флюри Линейные судьи: Дарио Фухс Даниэль Дуарте |
| |                         |                                                                                             |                | Судьи: Марк Виганд Николя Флюри Линейные судьи: Дарио Фухс Даниэль Дуарте |
| 8 мин | Штраф                   | 35 мин                                                                                      |                | Судьи: Марк Виганд Николя Флюри Линейные судьи: Дарио Фухс Даниэль Дуарте |
| |                         |                                                                                             |                |                                                                           |
| | 38                      | Броски                                                                                      | 20             |                                                                           |

| 2 сентября 2021 19:00 | ХИФК | 0:2 (0:1, 0:0, 0:1) | ЦСК Лайонс | «Тиккурила Арена» Зрителей: 200 |

| Отчёт  | Отчёт         | Отчёт                                                                                | Отчёт         | Отчёт                                                                              |
| ------ | ------------- | ------------------------------------------------------------------------------------ | ------------- | ---------------------------------------------------------------------------------- |
|        |               |                                                                                      |               |                                                                                    |
|        | Майкл Гартейг | Вратари                                                                              | Лукас Флюэлер | Судьи: Ласси Хейккинен Рику Брандер Линейные судьи: Томми Ниттюла Лаури Никулайнен |
|        | Голы:         |                                                                                      |               | Судьи: Ласси Хейккинен Рику Брандер Линейные судьи: Томми Ниттюла Лаури Никулайнен |
|        | 0:1 0:2       | 16:05 — Д. Дим (П. Геринг, Дж. Азеведо) (бол.) 47:08 — Дж. Сигрист (Д. Дим, К. Сопа) |               | Судьи: Ласси Хейккинен Рику Брандер Линейные судьи: Томми Ниттюла Лаури Никулайнен |
|        |               |                                                                                      |               | Судьи: Ласси Хейккинен Рику Брандер Линейные судьи: Томми Ниттюла Лаури Никулайнен |
|        |               |                                                                                      |               | Судьи: Ласси Хейккинен Рику Брандер Линейные судьи: Томми Ниттюла Лаури Никулайнен |
|        |               |                                                                                      |               | Судьи: Ласси Хейккинен Рику Брандер Линейные судьи: Томми Ниттюла Лаури Никулайнен |
| 39 мин | Штраф         | 24 мин                                                                               |               | Судьи: Ласси Хейккинен Рику Брандер Линейные судьи: Томми Ниттюла Лаури Никулайнен |
|        |               |                                                                                      |               |                                                                                    |
|        | 12            | Броски                                                                               | 14            |                                                                                    |

| 2 сентября 2021 19:05 | Фрёлунда | 4:3 (1:1, 1:1, 2:1) | Млада-Болеслав | «Фрёлундаборг», Гётеборг Зрителей: 800 |

| Отчёт | Отчёт                       | Отчёт | Отчёт      | Отчёт                                                                                         |
| --- | --------------------------- | --- | ---------- | --------------------------------------------------------------------------------------------- |
| |                             | |            |                                                                                               |
| | Мэттью Томкинс              | Вратари | Ян Ружичка | Судьи: Патрик Бьёлькандер Микаэль Шёквист Линейные судьи: Андреас Мальмквист Людвинг Лундгрен |
| | Голы:                       | |            | Судьи: Патрик Бьёлькандер Микаэль Шёквист Линейные судьи: Андреас Мальмквист Людвинг Лундгрен |
| Я. Нильссон (Р. Лаш, М. Шпачек) (бол.) — 17:15 Я. Муршак (П. Карлссон, С. Эллиотт) (бол.) — 24:44 М. Шпачек (Я. Муршак) — 42:55 М. Шпачек (Я. Нильссон, М. Норлиндер) (бол.) — 59:28 | 0:1 1:1 2:1 2:2 3:2 3:3 4:3 | 10:48 — О. Найман (В. Клеро, М. Шевц) (бол.) 28:16 — П. Коусал (О. Найман, П. Шидлик) 48:31 — Я. Котала (Я. Дуфек) |            | Судьи: Патрик Бьёлькандер Микаэль Шёквист Линейные судьи: Андреас Мальмквист Людвинг Лундгрен |
| |                             | |            | Судьи: Патрик Бьёлькандер Микаэль Шёквист Линейные судьи: Андреас Мальмквист Людвинг Лундгрен |
| |                             | |            | Судьи: Патрик Бьёлькандер Микаэль Шёквист Линейные судьи: Андреас Мальмквист Людвинг Лундгрен |
| |                             | |            | Судьи: Патрик Бьёлькандер Микаэль Шёквист Линейные судьи: Андреас Мальмквист Людвинг Лундгрен |
| 6 мин | Штраф                       | 75 мин |            | Судьи: Патрик Бьёлькандер Микаэль Шёквист Линейные судьи: Андреас Мальмквист Людвинг Лундгрен |
| |                             | |            |                                                                                               |
| | 47                          | Броски | 23         |                                                                                               |

| 4 сентября 2021 15:05 | Фрёлунда | 4:3 (ОТ) (0:1, 2:0, 1:2, ОТ: 1:0) | ЦСК Лайонс | «Фрёлундаборг», Гётеборг Зрителей: 683 |

| Отчёт | Отчёт                       | Отчёт | Отчёт         | Отчёт                                                                                         |
| --- | --------------------------- | --- | ------------- | --------------------------------------------------------------------------------------------- |
| |                             | |               |                                                                                               |
| | Никлас Рубин                | Вратари | Людовик Вебер | Судьи: Микаэль Шёквист Патрик Бьёлькандер Линейные судьи: Людвинг Лундгрен Андреас Мальмквист |
| | Голы:                       | |               | Судьи: Микаэль Шёквист Патрик Бьёлькандер Линейные судьи: Людвинг Лундгрен Андреас Мальмквист |
| М. Россели-Ольсен (Р. Лаш, П. Карлссон) — 21:41 М. Шпачек (М. Фриберг, С. Эдвинссон) — 27:41 М. Норлиндер (М. Шпачек, Р. Лаш) (бол.) — 44:50 М. Россели-Ольсен (М. Фриберг, С. Эдвинссон) — 62:00 | 0:1 1:1 2:1 3:1 3:2 3:3 4:3 | 3:38 — Дж. Азеведо (С. Боденман, П. Геринг) 48:10 — Дж. Кенневилль (Дж. Сигрист, М. Крюгер) 55:15 — П. Геринг (Дж. Азеведо, М. Крюгер) |               | Судьи: Микаэль Шёквист Патрик Бьёлькандер Линейные судьи: Людвинг Лундгрен Андреас Мальмквист |
| |                             | |               | Судьи: Микаэль Шёквист Патрик Бьёлькандер Линейные судьи: Людвинг Лундгрен Андреас Мальмквист |
| |                             | |               | Судьи: Микаэль Шёквист Патрик Бьёлькандер Линейные судьи: Людвинг Лундгрен Андреас Мальмквист |
| |                             | |               | Судьи: Микаэль Шёквист Патрик Бьёлькандер Линейные судьи: Людвинг Лундгрен Андреас Мальмквист |
| 49 мин | Штраф                       | 10 мин |               | Судьи: Микаэль Шёквист Патрик Бьёлькандер Линейные судьи: Людвинг Лундгрен Андреас Мальмквист |
| |                             | |               |                                                                                               |
| | 35                          | Броски | 23            |                                                                                               |

| 4 сентября 2021 19:00 | ХИФК | 2:1 (0:0, 1:1, 1:0) | Млада-Болеслав | «Тиккурила Арена» Зрителей: 511 |

| Отчёт                                                                         | Отчёт         | Отчёт                                         | Отчёт          | Отчёт                                                                                |
| ----------------------------------------------------------------------------- | ------------- | --------------------------------------------- | -------------- | ------------------------------------------------------------------------------------ |
|                                                                               |               |                                               |                |                                                                                      |
|                                                                               | Нийло Халонен | Вратари                                       | Гашпер Крошель | Судьи: Сакари Суоминен Кристиан Викман Линейные судьи: Йоона Элонен Маркус Хагестрём |
|                                                                               | Голы:         |                                               |                | Судьи: Сакари Суоминен Кристиан Викман Линейные судьи: Йоона Элонен Маркус Хагестрём |
| Э. Хеде (Ю. Яаскя, Р. Хирвонен) — 36:57 Э. Терявяйнен (К. Коткансало) — 43:29 | 0:1 1:1 2:1   | 23:09 — А. Рашка (О. Найман, Я. Дуфек) (бол.) |                | Судьи: Сакари Суоминен Кристиан Викман Линейные судьи: Йоона Элонен Маркус Хагестрём |
|                                                                               |               |                                               |                | Судьи: Сакари Суоминен Кристиан Викман Линейные судьи: Йоона Элонен Маркус Хагестрём |
|                                                                               |               |                                               |                | Судьи: Сакари Суоминен Кристиан Викман Линейные судьи: Йоона Элонен Маркус Хагестрём |
|                                                                               |               |                                               |                | Судьи: Сакари Суоминен Кристиан Викман Линейные судьи: Йоона Элонен Маркус Хагестрём |
| 6 мин                                                                         | Штраф         | 7 мин                                         |                | Судьи: Сакари Суоминен Кристиан Викман Линейные судьи: Йоона Элонен Маркус Хагестрём |
|                                                                               |               |                                               |                |                                                                                      |
|                                                                               | 31            | Броски                                        | 33             |                                                                                      |

| 5 октября 2021 18:00 | Млада-Болеслав | 0:1 (0:0, 0:1, 0:0) | ЦСК Лайонс | «ШКО-ЭНЕРГО Арена», Млада-Болеслав Зрителей: 1 311 |

| Отчёт | Отчёт          | Отчёт                 | Отчёт         | Отчёт                                                                         |
| ----- | -------------- | --------------------- | ------------- | ----------------------------------------------------------------------------- |
|       |                |                       |               |                                                                               |
|       | Гашпер Крошель | Вратари               | Людовик Вебер | Судьи: Владимир Пешина Даниэл Пражак Линейные судьи: Иржи Ондрачек Йосеф Шпур |
|       | Голы:          |                       |               | Судьи: Владимир Пешина Даниэл Пражак Линейные судьи: Иржи Ондрачек Йосеф Шпур |
|       | 0:1            | 36:45 — Г. Роу (мен.) |               | Судьи: Владимир Пешина Даниэл Пражак Линейные судьи: Иржи Ондрачек Йосеф Шпур |
|       |                |                       |               | Судьи: Владимир Пешина Даниэл Пражак Линейные судьи: Иржи Ондрачек Йосеф Шпур |
|       |                |                       |               | Судьи: Владимир Пешина Даниэл Пражак Линейные судьи: Иржи Ондрачек Йосеф Шпур |
|       |                |                       |               | Судьи: Владимир Пешина Даниэл Пражак Линейные судьи: Иржи Ондрачек Йосеф Шпур |
| 6 мин | Штраф          | 12 мин                |               | Судьи: Владимир Пешина Даниэл Пражак Линейные судьи: Иржи Ондрачек Йосеф Шпур |
|       |                |                       |               |                                                                               |
|       | 24             | Броски                | 36            |                                                                               |

| 5 октября 2021 19:05 | ХИФК | 2:3 (1:0, 0:1, 1:2) | Фрёлунда | Ледовый дворец, Хельсинки Зрителей: 4 139 |

| Отчёт                                                                              | Отчёт               | Отчёт | Отчёт          | Отчёт                                                                            |
| ---------------------------------------------------------------------------------- | ------------------- | --- | -------------- | -------------------------------------------------------------------------------- |
|                                                                                    |                     | |                |                                                                                  |
|                                                                                    | Майкл Гартейг       | Вратари | Мэттью Томкинс | Судьи: Йоонас Кова Ансси Салонен Линейные судьи: Лаури Никулайнен Ханну Сормунен |
|                                                                                    | Голы:               | |                | Судьи: Йоонас Кова Ансси Салонен Линейные судьи: Лаури Никулайнен Ханну Сормунен |
| М. Остен (Й. Мотин) — 13:00 Дж. Шмальц (Й. Иннала, Э. Койвистойнен) (бол.) — 45:41 | 1:0 1:1 2:1 2:2 2:3 | 39:13 — Ф. Юханссон (П. Карлссон, Й. Ульссон) 47:34 — П. Карлссон (С. Эллиотт) 49:19 — П. Карлссон (Й. Ульссон) (мен.) |                | Судьи: Йоонас Кова Ансси Салонен Линейные судьи: Лаури Никулайнен Ханну Сормунен |
|                                                                                    |                     | |                | Судьи: Йоонас Кова Ансси Салонен Линейные судьи: Лаури Никулайнен Ханну Сормунен |
|                                                                                    |                     | |                | Судьи: Йоонас Кова Ансси Салонен Линейные судьи: Лаури Никулайнен Ханну Сормунен |
|                                                                                    |                     | |                | Судьи: Йоонас Кова Ансси Салонен Линейные судьи: Лаури Никулайнен Ханну Сормунен |
| 10 мин                                                                             | Штраф               | 12 мин |                | Судьи: Йоонас Кова Ансси Салонен Линейные судьи: Лаури Никулайнен Ханну Сормунен |
|                                                                                    |                     | |                |                                                                                  |
|                                                                                    | 21                  | Броски | 30             |                                                                                  |

| 12 октября 2021 19:05 | Фрёлунда | 19:05 | ХИФК | «Фрёлундаборг», Гётеборг |

| 12 октября 2021 20:45 | ЦСК Лайонс | 20:45 | Млада-Болеслав | «Халленштадион», Цюрих |

### Группа C
| Поз | Команда        | И | В | В(ОТ) | П(ОТ) | П | ШЗ | ШП | РШ | О | Квалификация |     | МАН    | ЛУК        | ЛОЗ      | КАР |
| --- | -------------- | - | - | ----- | ----- | - | -- | -- | -- | - | ------------ | --- | ------ | ---------- | -------- | --- |
| 1   | Адлер Мангейм  | 4 | 2 | 1     | 0     | 1 | 15 | 8  | +7 | 8 | Плей-офф     |     | —      | 2:1 (бул.) | 13 окт   | 7:2 |
| 2   | Лукко          | 4 | 2 | 0     | 2     | 0 | 11 | 5  | +6 | 8 | Плей-офф     |     | 5:1    | —          | 2:3 (ОТ) | 5:2 |
| 3   | Лозанна        | 4 | 1 | 1     | 0     | 2 | 6  | 9  | −3 | 5 |              |     | 2:5    | 0:3        | —        | 2:0 |
| 4   | Кардифф Девилз | 4 | 1 | 0     | 0     | 3 | 6  | 15 | −9 | 3 |              | 0:5 | 13 окт | 4:1        | —        |     |

| 26 августа 2021 18:00 | Лукко | 2:3 (ОТ) (0:0, 1:0, 1:2, ОТ: 0:1) | Лозанна | «Кивикюля Арена», Раума Зрителей: 1 481 |

| Отчёт                                                                                  | Отчёт               | Отчёт | Отчёт         | Отчёт                                                                             |
| -------------------------------------------------------------------------------------- | ------------------- | --- | ------------- | --------------------------------------------------------------------------------- |
|                                                                                        |                     | |               |                                                                                   |
|                                                                                        | Самуэль Юкури       | Вратари | Тобиас Штефан | Судьи: Сакари Суоминен Кристиан Викман Линейные судьи: Томми Ниттюля Йере Коскела |
|                                                                                        | Голы:               | |               | Судьи: Сакари Суоминен Кристиан Викман Линейные судьи: Томми Ниттюля Йере Коскела |
| Х. Кайнулайнен (Ю. Маттила, П. Скалицки) — 32:33 С. Репо (М. Абт, П. Скалицки) — 51:22 | 1:0 2:0 2:1 2:2 2:3 | 55:36 — К. Эммертон (Д. Риат, Дж. Дженацци) 59:57 — Л. Фрик (Д. Риат, К. Эммертон) 63:26 — Дж. Фукс (Л. Фрик, К. Бертши) |               | Судьи: Сакари Суоминен Кристиан Викман Линейные судьи: Томми Ниттюля Йере Коскела |
|                                                                                        |                     | |               | Судьи: Сакари Суоминен Кристиан Викман Линейные судьи: Томми Ниттюля Йере Коскела |
|                                                                                        |                     | |               | Судьи: Сакари Суоминен Кристиан Викман Линейные судьи: Томми Ниттюля Йере Коскела |
|                                                                                        |                     | |               | Судьи: Сакари Суоминен Кристиан Викман Линейные судьи: Томми Ниттюля Йере Коскела |
| 10 мин                                                                                 | Штраф               | 8 мин |               | Судьи: Сакари Суоминен Кристиан Викман Линейные судьи: Томми Ниттюля Йере Коскела |
|                                                                                        |                     | |               |                                                                                   |
|                                                                                        | 24                  | Броски | 29            |                                                                                   |

| 26 августа 2021 21:00 | Кардифф Девилз | 0:5 (0:3, 0:1, 0:1) | Адлер Мангейм | Ледовая Арена Уэльс, Кардифф Зрителей: 2 836 |

| Отчёт | Отчёт               | Отчёт | Отчёт         | Отчёт                                                                     |
| ----- | ------------------- | --- | ------------- | ------------------------------------------------------------------------- |
|       |                     | |               |                                                                           |
|       | Мак Кэррут          | Вратари | Деннис Эндрас | Судьи: Эндрю Далтон Дин Смит Линейные судьи: Джеймс Айонс Дэнни Бересфорд |
|       | Голы:               | |               | Судьи: Эндрю Далтон Дин Смит Линейные судьи: Джеймс Айонс Дэнни Бересфорд |
|       | 0:1 0:2 0:3 0:4 0:5 | 0:57 — Дж. Шварц (Н. Доус) 9:22 — Й. Лехтивуори (Д. Ройль, Дж. Баст) 10:24 — М. Вирт (Э. Дежарден, М. Плахта) 31:25 — Б. Рендулич (Н. Доус, Й. Лехтивуори) (бол.) 43:21 — Э. Дежарден (М. Вирт, М. Плахта) |               | Судьи: Эндрю Далтон Дин Смит Линейные судьи: Джеймс Айонс Дэнни Бересфорд |
|       |                     | |               | Судьи: Эндрю Далтон Дин Смит Линейные судьи: Джеймс Айонс Дэнни Бересфорд |
|       |                     | |               | Судьи: Эндрю Далтон Дин Смит Линейные судьи: Джеймс Айонс Дэнни Бересфорд |
|       |                     | |               | Судьи: Эндрю Далтон Дин Смит Линейные судьи: Джеймс Айонс Дэнни Бересфорд |
| 8 мин | Штраф               | 6 мин |               | Судьи: Эндрю Далтон Дин Смит Линейные судьи: Джеймс Айонс Дэнни Бересфорд |
|       |                     | |               |                                                                           |
|       | 7                   | Броски | 46            |                                                                           |

| 28 августа 2021 19:00 | Лукко | 5:1 (0:0, 2:0, 3:1) | Адлер Мангейм | «Кивикюля Арена», Раума Зрителей: 981 |

| Отчёт | Отчёт                   | Отчёт                                               | Отчёт           | Отчёт                                                                           |
| --- | ----------------------- | --------------------------------------------------- | --------------- | ------------------------------------------------------------------------------- |
| |                         |                                                     |                 |                                                                                 |
| | Самуэль Юкури           | Вратари                                             | Феликс Брюкманн | Судьи: Йоонас Кова Ансси Салонен Линейные судьи: Йоона Элонен Маркус Хагерстрём |
| | Голы:                   |                                                     |                 | Судьи: Йоонас Кова Ансси Салонен Линейные судьи: Йоона Элонен Маркус Хагерстрём |
| А. Иломяки (Т. Грегуар, С. Пули) (бол.) — 33:13 А. Иломяки (Т. Грегуар, С. Пули) (бол.) — 34:19 С. Репо (Л. Нюман, А. Иломяки) (бол.) — 44:22 В. Саариярви (Ю. Маттила, А. Хакулинен) (бол.) — 44:52 Л. Нюман (М. Абт, С. Пули) — 47:20 | 1:0 2:0 2:1 3:1 4:1 5:1 | 41:31 — Й. Лехтивуори (Б. Рендулич, Н. Доус) (бол.) |                 | Судьи: Йоонас Кова Ансси Салонен Линейные судьи: Йоона Элонен Маркус Хагерстрём |
| |                         |                                                     |                 | Судьи: Йоонас Кова Ансси Салонен Линейные судьи: Йоона Элонен Маркус Хагерстрём |
| |                         |                                                     |                 | Судьи: Йоонас Кова Ансси Салонен Линейные судьи: Йоона Элонен Маркус Хагерстрём |
| |                         |                                                     |                 | Судьи: Йоонас Кова Ансси Салонен Линейные судьи: Йоона Элонен Маркус Хагерстрём |
| 12 мин | Штраф                   | 18 мин                                              |                 | Судьи: Йоонас Кова Ансси Салонен Линейные судьи: Йоона Элонен Маркус Хагерстрём |
| |                         |                                                     |                 |                                                                                 |
| | 39                      | Броски                                              | 26              |                                                                                 |

| 28 августа 2021 21:00 | Кардифф Девилз | 4:1 (1:0, 1:1, 2:0) | Лозанна | Ледовая Арена Уэльс, Кардифф Зрителей: 2 347 |

| Отчёт | Отчёт               | Отчёт                       | Отчёт             | Отчёт                                                                       |
| --- | ------------------- | --------------------------- | ----------------- | --------------------------------------------------------------------------- |
| |                     |                             |                   |                                                                             |
| | Мак Кэррут          | Вратари                     | Лука Больтсхаузер | Судьи: Лиам Сьюэлл Стефан Хогарт Линейные судьи: Илья Кисиль Натан Кармайкл |
| | Голы:               |                             |                   | Судьи: Лиам Сьюэлл Стефан Хогарт Линейные судьи: Илья Кисиль Натан Кармайкл |
| К. Сэнфорд (Б. Рид, Дж. Крэндолл) (бол.) —5:19 Б. Рид (С. Диксон, Б. Миккелсон) — 22:20 К. Сэнфорд (Т. Кокс, Дж. Лэммон) — 40:35 С. Дагган (М. Реджистер, М. Ричардсон) — 48:15 | 1:0 2:0 2:1 3:1 4:1 | 22:42 — К. Ягер (К. Алмонд) |                   | Судьи: Лиам Сьюэлл Стефан Хогарт Линейные судьи: Илья Кисиль Натан Кармайкл |
| |                     |                             |                   | Судьи: Лиам Сьюэлл Стефан Хогарт Линейные судьи: Илья Кисиль Натан Кармайкл |
| |                     |                             |                   | Судьи: Лиам Сьюэлл Стефан Хогарт Линейные судьи: Илья Кисиль Натан Кармайкл |
| |                     |                             |                   | Судьи: Лиам Сьюэлл Стефан Хогарт Линейные судьи: Илья Кисиль Натан Кармайкл |
| 4 мин | Штраф               | 2 мин                       |                   | Судьи: Лиам Сьюэлл Стефан Хогарт Линейные судьи: Илья Кисиль Натан Кармайкл |
| |                     |                             |                   |                                                                             |
| | 22                  | Броски                      | 33                |                                                                             |

| 2 сентября 2021 20:00 | Адлер Мангейм | 7:2 (2:0, 3:1, 2:1) | Кардифф Девилз | «САП-Арена», Мангейм Зрителей: 4 183 |

| Отчёт | Отчёт                               | Отчёт                                                 | Отчёт                                  | Отчёт                                                                         |
| --- | ----------------------------------- | ----------------------------------------------------- | -------------------------------------- | ----------------------------------------------------------------------------- |
| |                                     |                                                       |                                        |                                                                               |
| | Феликс Брюкманн                     | Вратари                                               | Мак Кэррут (40:00) Таран Козун (20:00) | Судьи: Гордон Шукис Марк Иверт Линейные судьи: Христофер Хуртик Андреас Хофер |
| | Голы:                               |                                                       |                                        | Судьи: Гордон Шукис Марк Иверт Линейные судьи: Христофер Хуртик Андреас Хофер |
| Л. Тосто (К. Хольцер) — 9:11 Р. Исхаков (Дж. Баст) — 13:47 Э. Дежарден — 25:04 Т. Ларкин (Н. Доус, Э. Дежарден) — 30:05 Б. Рендулич (М. Катич, Н. Креммер) (бол.) — 33:57 Р. Исхаков (М. Катич) — 42:11 Р. Исхаков (Н. Креммер, Б. Рендулич) (бол.) — 58:44 | 1:0 2:0 3:0 4:0 5:0 5:1 6:1 6:2 7:2 | 39:01 — К. Сэнфорд 45:33 — Б. Миккелсон (Б. Макналли) |                                        | Судьи: Гордон Шукис Марк Иверт Линейные судьи: Христофер Хуртик Андреас Хофер |
| |                                     |                                                       |                                        | Судьи: Гордон Шукис Марк Иверт Линейные судьи: Христофер Хуртик Андреас Хофер |
| |                                     |                                                       |                                        | Судьи: Гордон Шукис Марк Иверт Линейные судьи: Христофер Хуртик Андреас Хофер |
| |                                     |                                                       |                                        | Судьи: Гордон Шукис Марк Иверт Линейные судьи: Христофер Хуртик Андреас Хофер |
| 2 мин | Штраф                               | 4 мин                                                 |                                        | Судьи: Гордон Шукис Марк Иверт Линейные судьи: Христофер Хуртик Андреас Хофер |
| |                                     |                                                       |                                        |                                                                               |
| | 29                                  | Броски                                                | 16                                     |                                                                               |

| 2 сентября 2021 20:45 | Лозанна | 0:3 (0:0, 0:1, 0:2) | Лукко | «Vaudoise arena», Лозанна Зрителей: 3 531 |

| Отчёт | Отчёт         | Отчёт                                                                                                   | Отчёт          | Отчёт                                                                           |
| ----- | ------------- | --- | -------------- | ------------------------------------------------------------------------------- |
|       |               | |                |                                                                                 |
|       | Тобиас Штефан | Вратари                                                                                                 | Ласси Лехтинен | Судьи: Михаэль Черриг Марк Виганд Линейные судьи: Доминик Шлегель Эрик Каттанео |
|       | Голы:         | |                | Судьи: Михаэль Черриг Марк Виганд Линейные судьи: Доминик Шлегель Эрик Каттанео |
|       | 0:1 0:2 0:3   | 24:06 — П. Скалицки (К. Поспишил) 56:42 — С. Репо (бол.) 58:38 — М. Хага (С. Репо, А. Хакулинен) (п.в.) |                | Судьи: Михаэль Черриг Марк Виганд Линейные судьи: Доминик Шлегель Эрик Каттанео |
|       |               | |                | Судьи: Михаэль Черриг Марк Виганд Линейные судьи: Доминик Шлегель Эрик Каттанео |
|       |               | |                | Судьи: Михаэль Черриг Марк Виганд Линейные судьи: Доминик Шлегель Эрик Каттанео |
|       |               | |                | Судьи: Михаэль Черриг Марк Виганд Линейные судьи: Доминик Шлегель Эрик Каттанео |
| 8 мин | Штраф         | 6 мин                                                                                                   |                | Судьи: Михаэль Черриг Марк Виганд Линейные судьи: Доминик Шлегель Эрик Каттанео |
|       |               | |                |                                                                                 |
|       | 20            | Броски                                                                                                  | 26             |                                                                                 |

| 4 сентября 2021 21:00 | Адлер Мангейм | 2:1 (Б) (0:1, 0:0, 1:0, ОТ: 0:0, Б: 1:0) | Лукко | «САП-Арена», Мангейм Зрителей: 3 822 |

| Отчёт | Отчёт                | Отчёт | Отчёт          | Отчёт                                                                            |
| --- | -------------------- | --- | -------------- | -------------------------------------------------------------------------------- |
| |                      | |                |                                                                                  |
| | Деннис Эндрас        | Вратари | Ласси Лехтинен | Судьи: Андре Шрадер Зирко Хунниус Линейные судьи: Христофер Хуртик Андреас Хофер |
| | Голы:                | |                | Судьи: Андре Шрадер Зирко Хунниус Линейные судьи: Христофер Хуртик Андреас Хофер |
| Н. Доус (Д. Ройль, Дж. Шварц) — 53:00 Н. Доус (поб. бул.) — 65:00 Николас Креммер Найджел Доус Борна Рендулич Маттиас Плахта | 0:1 1:1 2:1 Буллиты: | 10:32 — С. Репо (М. Хага, М. Абт) Павол Скалицки Кристиан Поспишил Микаэль Хага Артту Иломяки Себастьян Репо |                | Судьи: Андре Шрадер Зирко Хунниус Линейные судьи: Христофер Хуртик Андреас Хофер |
| |                      | |                | Судьи: Андре Шрадер Зирко Хунниус Линейные судьи: Христофер Хуртик Андреас Хофер |
| |                      | |                | Судьи: Андре Шрадер Зирко Хунниус Линейные судьи: Христофер Хуртик Андреас Хофер |
| |                      | |                | Судьи: Андре Шрадер Зирко Хунниус Линейные судьи: Христофер Хуртик Андреас Хофер |
| 8 мин | Штраф                | 12 мин |                | Судьи: Андре Шрадер Зирко Хунниус Линейные судьи: Христофер Хуртик Андреас Хофер |
| |                      | |                |                                                                                  |
| | 24                   | Броски | 25             |                                                                                  |

| 4 сентября 2021 21:05 | Лозанна | 2:0 (0:0, 1:0, 1:0) | Кардифф Девилз | «Vaudoise arena», Лозанна Зрителей: 3 332 |

| Отчёт                                                                  | Отчёт             | Отчёт   | Отчёт      | Отчёт                                                                            |
| ---------------------------------------------------------------------- | ----------------- | ------- | ---------- | -------------------------------------------------------------------------------- |
|                                                                        |                   |         |            |                                                                                  |
|                                                                        | Лука Больтсхаузер | Вратари | Мак Кэррут | Судьи: Даниэль Штрикер Штефан Хюрлиман Линейные судьи: Дарио Фухс Даниэль Дуарте |
|                                                                        | Голы:             |         |            | Судьи: Даниэль Штрикер Штефан Хюрлиман Линейные судьи: Дарио Фухс Даниэль Дуарте |
| Л. Фрик (К. Бертши, Ф. Вароне) (мен.) — 33:33 К. Бертши (п.в.) — 59:05 | 1:0 2:0           |         |            | Судьи: Даниэль Штрикер Штефан Хюрлиман Линейные судьи: Дарио Фухс Даниэль Дуарте |
|                                                                        |                   |         |            | Судьи: Даниэль Штрикер Штефан Хюрлиман Линейные судьи: Дарио Фухс Даниэль Дуарте |
|                                                                        |                   |         |            | Судьи: Даниэль Штрикер Штефан Хюрлиман Линейные судьи: Дарио Фухс Даниэль Дуарте |
|                                                                        |                   |         |            | Судьи: Даниэль Штрикер Штефан Хюрлиман Линейные судьи: Дарио Фухс Даниэль Дуарте |
| 10 мин                                                                 | Штраф             | 6 мин   |            | Судьи: Даниэль Штрикер Штефан Хюрлиман Линейные судьи: Дарио Фухс Даниэль Дуарте |
|                                                                        |                   |         |            |                                                                                  |
|                                                                        | 37                | Броски  | 11         |                                                                                  |

| 6 октября 2021 19:00 | Лукко | 5:2 (2:0, 2:2, 1:0) | Кардифф Девилз | «Кивикюля Арена», Раума Зрителей: 943 |

| Отчёт | Отчёт                       | Отчёт                                                                        | Отчёт      | Отчёт                                                                            |
| --- | --------------------------- | ---------------------------------------------------------------------------- | ---------- | -------------------------------------------------------------------------------- |
| |                             |                                                                              |            |                                                                                  |
| | Ласси Лехтинен              | Вратари                                                                      | Мак Кэррут | Судьи: Рику Брандер Ааро Бряннаре Линейные судьи: Лаури Никулайнен Томми Ниттюла |
| | Голы:                       |                                                                              |            | Судьи: Рику Брандер Ааро Бряннаре Линейные судьи: Лаури Никулайнен Томми Ниттюла |
| Н. Пиетиля (С. Пули, А. Хакулинен) — 9:18 А. Иломяки (С. Пули, А. Хакулинен) — 11:55 К. Поспишил (А. Иломяки, В. Саариярви) — 23:05 В. Саариярви (А. Иломяки, М. Петман) (бол.) — 24:08 В. Саариярви (А. Иломяки) (мен.) (п.в.) — 58:10 | 1:0 2:0 3:0 3:1 4:1 4:2 5:2 | 23:34 — К. Сэнфорд (М. Реджистер) 32:02 — Дж. Уоллер (С. Диксон, К. Сэнфорд) |            | Судьи: Рику Брандер Ааро Бряннаре Линейные судьи: Лаури Никулайнен Томми Ниттюла |
| |                             |                                                                              |            | Судьи: Рику Брандер Ааро Бряннаре Линейные судьи: Лаури Никулайнен Томми Ниттюла |
| |                             |                                                                              |            | Судьи: Рику Брандер Ааро Бряннаре Линейные судьи: Лаури Никулайнен Томми Ниттюла |
| |                             |                                                                              |            | Судьи: Рику Брандер Ааро Бряннаре Линейные судьи: Лаури Никулайнен Томми Ниттюла |
| 2 мин | Штраф                       | 10 мин                                                                       |            | Судьи: Рику Брандер Ааро Бряннаре Линейные судьи: Лаури Никулайнен Томми Ниттюла |
| |                             |                                                                              |            |                                                                                  |
| | 38                          | Броски                                                                       | 18         |                                                                                  |

| 6 октября 2021 20:45 | Лозанна | 2:5 (0:1, 2:2, 0:2) | Адлер Мангейм | «Vaudoise arena», Лозанна Зрителей: 1 992 |

| Отчёт                                           | Отчёт                       | Отчёт | Отчёт           | Отчёт                             |
| ----------------------------------------------- | --------------------------- | --- | --------------- | --------------------------------- |
|                                                 |                             | |                 |                                   |
|                                                 | Тобиас Штефан               | Вратари | Феликс Брюкманн | Судьи: Марк Виганд Мирослав Штолц |
|                                                 | Голы:                       | |                 | Судьи: Марк Виганд Мирослав Штолц |
| Б. Баумгартнер (Фрик) (бол.) К. Эммертон (мен.) | 0:1 1:1 2:1 2:2 2:3 2:4 2:5 | Дж. Шварц (М. Айзеншмид) М. Плахта (С. Агдаг) (бол.) Л. Бергманн (М. Плахта) (бол.) Л. Бергманн (Б. Рендулич) Н. Доус (М. Айзеншмид) |                 | Судьи: Марк Виганд Мирослав Штолц |
|                                                 |                             | |                 | Судьи: Марк Виганд Мирослав Штолц |
|                                                 |                             | |                 | Судьи: Марк Виганд Мирослав Штолц |
|                                                 |                             | |                 | Судьи: Марк Виганд Мирослав Штолц |
| 25 мин                                          | Штраф                       | 6 мин |                 | Судьи: Марк Виганд Мирослав Штолц |
|                                                 |                             | |                 |                                   |
|                                                 | 26                          | Броски | 17              |                                   |

| 13 октября 2021 20:00 | Адлер Мангейм | 20:00 | Лозанна | «САП-Арена», Мангейм |

| 13 октября 2021 21:00 | Кардифф Девилз | 21:00 | Лукко | Ледовая Арена Уэльс, Кардифф |

### Группа D
| Поз | Команда         | И | В | В(ОТ) | П(ОТ) | П | МЗ | МП | РМ  | О | Квалификация |     | МЮН    | РЁГ      | ЦУГ | СЁН    |
| --- | --------------- | - | - | ----- | ----- | - | -- | -- | --- | - | ------------ | --- | ------ | -------- | --- | ------ |
| 1   | Ред Булл Мюнхен | 4 | 3 | 0     | 0     | 1 | 16 | 8  | +8  | 9 | Плей-офф     |     | —      | 2:1      | 3:4 | 6:2    |
| 2   | Рёгле           | 4 | 2 | 1     | 0     | 1 | 12 | 9  | +3  | 8 | Плей-офф     |     | 4:3    | —        | 5:3 | 13 окт |
| 3   | Цуг             | 4 | 2 | 0     | 1     | 1 | 23 | 10 | +13 | 7 |              |     | 13 окт | 1:2 (ОТ) | —   | 9:3    |
| 4   | Сённерйюск (В)  | 4 | 0 | 0     | 0     | 4 | 6  | 30 | −24 | 0 |              | 1:5 | 2:3    | 0:10     | —   |        |

| 26 августа 2021 19:05 | Рёгле | 5:3 (1:0, 1:1, 3:2) | Цуг | «Хальмстад Арена», Хальмстад |

| Отчёт | Отчёт                           | Отчёт | Отчёт            | Отчёт                                                                               |
| --- | ------------------------------- | --- | ---------------- | ----------------------------------------------------------------------------------- |
| |                                 | |                  |                                                                                     |
| | Кристоффер Рифальк              | Вратари | Леонардо Дженони | Судьи: Маркус Линде Рихард Магнуссон Линейные судьи: Андерс Нюквист Рихард Нильссон |
| | Голы:                           | |                  | Судьи: Маркус Линде Рихард Магнуссон Линейные судьи: Андерс Нюквист Рихард Нильссон |
| А. Тамбеллини (Т. Келлехер, Т. Бритен) (бол.) — 15:43 Т. Сунд (Л. Экестоль-Юнссон, Б. Фергюсон) — 24:18 Д. Эверберг (Т. Келлехер, Т. Бритен) — 47:18 Б. Фергюсон (М. Каспер, Л. Ларссон) — 52:03 Т. Бритен (Л. Бристедт, А. Тамбеллини) (п.в.) — 59:41 | 1:0 1:1 2:1 2:2 2:3 3:3 4:3 5:3 | 21:37 — А. Ландер (Н. Ханссон, Л. Матскини) (бол.) 42:24 — Р. Зури (Н. Ханссон, Л. Штадлер) 43:25 — К. Кадонау (К. Юос, Л. Мартскини) |                  | Судьи: Маркус Линде Рихард Магнуссон Линейные судьи: Андерс Нюквист Рихард Нильссон |
| |                                 | |                  | Судьи: Маркус Линде Рихард Магнуссон Линейные судьи: Андерс Нюквист Рихард Нильссон |
| |                                 | |                  | Судьи: Маркус Линде Рихард Магнуссон Линейные судьи: Андерс Нюквист Рихард Нильссон |
| |                                 | |                  | Судьи: Маркус Линде Рихард Магнуссон Линейные судьи: Андерс Нюквист Рихард Нильссон |
| 8 мин | Штраф                           | 14 мин |                  | Судьи: Маркус Линде Рихард Магнуссон Линейные судьи: Андерс Нюквист Рихард Нильссон |
| |                                 | |                  |                                                                                     |
| | 27                              | Броски | 26               |                                                                                     |

| 26 августа 2021 21:15 | Сённерйюск | 1:5 (1:1, 0:1, 0:3) | Ред Булл Мюнхен | «Фрёс Арена», Войенс Зрителей: 1 517 |

| Отчёт                                          | Отчёт                   | Отчёт | Отчёт                | Отчёт                                                                                                   |
| ---------------------------------------------- | ----------------------- | --- | -------------------- | --- |
|                                                |                         | |                      | |
|                                                | Патрик Гэлбрейт         | Вратари | Данни аус ден Биркен | Судьи: Мартин Кристенсен Йенс Кристиан Грегерсен Линейные судьи: Фредерик Андерсен Альберт Анкерстьерне |
|                                                | Голы:                   | |                      | Судьи: Мартин Кристенсен Йенс Кристиан Грегерсен Линейные судьи: Фредерик Андерсен Альберт Анкерстьерне |
| М. Салхани (М. Шматула, М. Эскильдсен) — 10:14 | 0:1 1:1 1:2 1:3 1:4 1:5 | 8:52 — Т. Паркс (Ф. Тиффельс, Дж. Блум) (бол.) 39:47 — П. Хагер (Ф. Мауэр, З. Редмонд) 48:53 — Ф. Тиффельс (Т. Паркс, Дж. Блум) 52:59 — Д. Бойл (Т. Паркс, Б. Стрит) 59:22 — Я. Зайденберг (п.в.) |                      | Судьи: Мартин Кристенсен Йенс Кристиан Грегерсен Линейные судьи: Фредерик Андерсен Альберт Анкерстьерне |
|                                                |                         | |                      | Судьи: Мартин Кристенсен Йенс Кристиан Грегерсен Линейные судьи: Фредерик Андерсен Альберт Анкерстьерне |
|                                                |                         | |                      | Судьи: Мартин Кристенсен Йенс Кристиан Грегерсен Линейные судьи: Фредерик Андерсен Альберт Анкерстьерне |
|                                                |                         | |                      | Судьи: Мартин Кристенсен Йенс Кристиан Грегерсен Линейные судьи: Фредерик Андерсен Альберт Анкерстьерне |
| 14 мин                                         | Штраф                   | 12 мин |                      | Судьи: Мартин Кристенсен Йенс Кристиан Грегерсен Линейные судьи: Фредерик Андерсен Альберт Анкерстьерне |
|                                                |                         | |                      | |
|                                                | 20                      | Броски | 38                   | |

| 28 августа 2021 18:45 | Сённерйюск | 0:10 (0:4, 0:3, 0:3) | Цуг | «Фрёс Арена», Войенс Зрителей: 1 189 |

| Отчёт | Отчёт                                    | Отчёт | Отчёт            | Отчёт                                                                                          |
| ----- | ---------------------------------------- | --- | ---------------- | ---------------------------------------------------------------------------------------------- |
|       |                                          | |                  |                                                                                                |
|       | Патрик Гэлбрейт                          | Вратари | Лука Холленштайн | Судьи: Йенс Кристиан Грегерсен Якоб Грумсен Линейные судьи: Фредерик Сёндерберг Эмиль Дальсгор |
|       | Голы:                                    | |                  | Судьи: Йенс Кристиан Грегерсен Якоб Грумсен Линейные судьи: Фредерик Сёндерберг Эмиль Дальсгор |
|       | 0:1 0:2 0:3 0:4 0:5 0:6 0:7 0:8 0:9 0:10 | 6:30 — К. Клингберг (М. Мюллер, С. Сентелер) 8:06 — Л. Мартскини (Ф. Герцог, А. Ландер) 14:47 — Р. Зури (Н. Ханссон, С. Лойенбергер) 18:16 — Я. Коварж (М. Мюллер, Д. Симион) 30:04 — Р. Зури (Ж. Бахофнер, Л. Штадлер) 33:57 — Ж. Бахофнер (Д. Шлумпф, С. Крайс) 39:22 — К. Клингберг (Л. Мартскини, Н. Ханссон) (бол.) 42:08 — С. Сентелер (Я. Цендер, К. Клинберг) 51:06 — С. Крайс (С. Лойенбергер, Р. Зури) 59:39 — Д. Алленшпах (К. Кадонау, К. Юос) |                  | Судьи: Йенс Кристиан Грегерсен Якоб Грумсен Линейные судьи: Фредерик Сёндерберг Эмиль Дальсгор |
|       |                                          | |                  | Судьи: Йенс Кристиан Грегерсен Якоб Грумсен Линейные судьи: Фредерик Сёндерберг Эмиль Дальсгор |
|       |                                          | |                  | Судьи: Йенс Кристиан Грегерсен Якоб Грумсен Линейные судьи: Фредерик Сёндерберг Эмиль Дальсгор |
|       |                                          | |                  | Судьи: Йенс Кристиан Грегерсен Якоб Грумсен Линейные судьи: Фредерик Сёндерберг Эмиль Дальсгор |
| 6 мин | Штраф                                    | 6 мин |                  | Судьи: Йенс Кристиан Грегерсен Якоб Грумсен Линейные судьи: Фредерик Сёндерберг Эмиль Дальсгор |
|       |                                          | |                  |                                                                                                |
|       | 15                                       | Броски | 36               |                                                                                                |

| 28 августа 2021 20:05 | Рёгле | 4:3 (2:1, 0:2, 2:0) | Ред Булл Мюнхен | «Катена Арена», Энгельхольм Зрителей: 996 |

| Отчёт | Отчёт                       | Отчёт | Отчёт                | Отчёт                                                                                |
| --- | --------------------------- | --- | -------------------- | ------------------------------------------------------------------------------------ |
| |                             | |                      |                                                                                      |
| | Калле Кланг                 | Вратари | Данни аус ден Биркен | Судьи: Рихард Магнуссон Маркус Линде Линейные судьи: Рихард Нильссон Даниэль Перссон |
| | Голы:                       | |                      | Судьи: Рихард Магнуссон Маркус Линде Линейные судьи: Рихард Нильссон Даниэль Перссон |
| Л. Ларссон (М. Каспер, Л. Бристедт) — 4:34 М. Каспер (Л. Экестоль-Юнссон, Л. Бристедт) (бол.) — 17:33 М. Каспер (Л. Ларссон, Л. Экестоль-Юнссон) — 59:40 А. Тамбеллини (бул.) — 59:54 | 0:1 1:1 2:1 2:2 2:3 3:3 4:3 | 3:09 — Б. Стрит (Дж. Блум) (бол.) 33:49 — Ф. Тиффельс (Б. Стрит, М. Даубнер) 34:50 — П. Хагер (К. Абельтсхаузер) |                      | Судьи: Рихард Магнуссон Маркус Линде Линейные судьи: Рихард Нильссон Даниэль Перссон |
| |                             | |                      | Судьи: Рихард Магнуссон Маркус Линде Линейные судьи: Рихард Нильссон Даниэль Перссон |
| |                             | |                      | Судьи: Рихард Магнуссон Маркус Линде Линейные судьи: Рихард Нильссон Даниэль Перссон |
| |                             | |                      | Судьи: Рихард Магнуссон Маркус Линде Линейные судьи: Рихард Нильссон Даниэль Перссон |
| 12 мин | Штраф                       | 16 мин |                      | Судьи: Рихард Магнуссон Маркус Линде Линейные судьи: Рихард Нильссон Даниэль Перссон |
| |                             | |                      |                                                                                      |
| | 31                          | Броски | 22                   |                                                                                      |

| 2 сентября 2021 20:00 | Ред Булл Мюнхен | 6:2 (2:1, 3:0, 1:1) | Сённерйюск | Ледовый стадион «Олимпия», Мюнхен Зрителей: 1 015 |

| Отчёт | Отчёт                           | Отчёт                                                                                 | Отчёт                                     | Отчёт                                                                           |
| --- | ------------------------------- | ------------------------------------------------------------------------------------- | ----------------------------------------- | ------------------------------------------------------------------------------- |
| |                                 |                                                                                       |                                           |                                                                                 |
| | Даниэль Файссингер              | Вратари                                                                               | Патрик Гэлбрейт (23:01) Николай Хенриксен | Судьи: Андре Шрадер Лассе Копиц Линейные судьи: Мариус Вёльцмюллер Тобиас Швенк |
| | Голы:                           |                                                                                       |                                           | Судьи: Андре Шрадер Лассе Копиц Линейные судьи: Мариус Вёльцмюллер Тобиас Швенк |
| Б. Стрит (Ф. Тиффельс, З. Редмонд) (бол.) — 13:35 М. Кастнер (О. Ортега, Я. Зайденберг) — 17:23 Б. Стрит (Ф. Тиффельс, Т. Паркс) — 20:58 Ф. Гогулла (З. Редмонд, К. Абельтсхаузер) — 23:01 Я. Элиц (Ф. Гогулла, П. Хагер) (бол.) — 27:59 Дж. Блум (Ф. Тиффельс, Б. Стрит) — 44:00 | 0:1 1:1 2:1 3:1 4:1 5:1 6:1 6:2 | 2:04 — М. Шматула (А. Эман) (бол.) 52:07 — М. Шматула (А. Оман, М. Эскильдсен) (бол.) |                                           | Судьи: Андре Шрадер Лассе Копиц Линейные судьи: Мариус Вёльцмюллер Тобиас Швенк |
| |                                 |                                                                                       |                                           | Судьи: Андре Шрадер Лассе Копиц Линейные судьи: Мариус Вёльцмюллер Тобиас Швенк |
| |                                 |                                                                                       |                                           | Судьи: Андре Шрадер Лассе Копиц Линейные судьи: Мариус Вёльцмюллер Тобиас Швенк |
| |                                 |                                                                                       |                                           | Судьи: Андре Шрадер Лассе Копиц Линейные судьи: Мариус Вёльцмюллер Тобиас Швенк |
| 37 мин | Штраф                           | 6 мин                                                                                 |                                           | Судьи: Андре Шрадер Лассе Копиц Линейные судьи: Мариус Вёльцмюллер Тобиас Швенк |
| |                                 |                                                                                       |                                           |                                                                                 |
| | 32                              | Броски                                                                                | 19                                        |                                                                                 |

| 2 сентября 2021 21:05 | Цуг | 1:2 (ОТ) (1:1, 0:0, 0:0, ОТ: 0:1) | Рёгле | «Боссард Арена», Цуг Зрителей: 2 148 |

| Отчёт                                                  | Отчёт            | Отчёт | Отчёт              | Отчёт                                                                          |
| ------------------------------------------------------ | ---------------- | --- | ------------------ | ------------------------------------------------------------------------------ |
|                                                        |                  | |                    |                                                                                |
|                                                        | Леонардо Дженони | Вратари | Кристоффер Рифальк | Судьи: Миха Хебайзен Мирослав Штолц Линейные судьи: Давид Обвегезер Дарио Фукс |
|                                                        | Голы:            | |                    | Судьи: Миха Хебайзен Мирослав Штолц Линейные судьи: Давид Обвегезер Дарио Фукс |
| К. Клингберг (Н. Ханссон, Л. Мартскини) (бол.) — 18:41 | 0:1 1:1 1:2      | 3:07 — Л. Экестоль-Юнссон (Л. Ларссон, М. Шёгрен) (бол.) 60:55 — А. Бенгтссон (Л. Экестоль-Юнссон, Л. Ларссон) |                    | Судьи: Миха Хебайзен Мирослав Штолц Линейные судьи: Давид Обвегезер Дарио Фукс |
|                                                        |                  | |                    | Судьи: Миха Хебайзен Мирослав Штолц Линейные судьи: Давид Обвегезер Дарио Фукс |
|                                                        |                  | |                    | Судьи: Миха Хебайзен Мирослав Штолц Линейные судьи: Давид Обвегезер Дарио Фукс |
|                                                        |                  | |                    | Судьи: Миха Хебайзен Мирослав Штолц Линейные судьи: Давид Обвегезер Дарио Фукс |
| 6 мин                                                  | Штраф            | 10 мин |                    | Судьи: Миха Хебайзен Мирослав Штолц Линейные судьи: Давид Обвегезер Дарио Фукс |
|                                                        |                  | |                    |                                                                                |
|                                                        | 32               | Броски | 30                 |                                                                                |

| 4 сентября 2021 18:00 | Цуг | 9:3 (1:0, 5:1, 3:2) | Сённерйюск | «Боссард Арена», Цуг Зрителей: 1 659 |

| Отчёт | Отчёт                                           | Отчёт                                                                                                   | Отчёт             | Отчёт                                                                            |
| --- | ----------------------------------------------- | --- | ----------------- | -------------------------------------------------------------------------------- |
| |                                                 | |                   |                                                                                  |
| | Лука Холленштайн                                | Вратари                                                                                                 | Николай Хенриксен | Судьи: Марк Виганд Николя Флюри Линейные судьи: Давид Обвегезер Михаэль Штальдер |
| | Голы:                                           | |                   | Судьи: Марк Виганд Николя Флюри Линейные судьи: Давид Обвегезер Михаэль Штальдер |
| Д. Симион (Я. Коварж, К. Юос) (бол.) — 5:11 Л. Штадлер (Я. Коварж, М. Мюллер) — 21:20 А. Ландер (Л. Мартскини, Ф. Герцог) — 23:00 Л. Мартскини (Д. Алленшпах) — 35:33 К. Юос (Л. Мартскини, К. Кадонау) — 36:59 Д. Симион (Я. Коварж, К. Юос) — 39:30 Р. Зури (Л. Мартскини, А. Ландер) — 41:30 Р. Зури (С. Лойенбергер) — 42:02 М. Мюллер (Я. Коварж) — 50:39 | 1:0 2:0 3:0 3:1 4:1 5:1 6:1 7:1 8:1 8:2 9:2 9:3 | 34:03 — Ш. О'Доннелл (С. Франк, Д. Гэлбрейт) 49:52 — А. Биль (О. Гац, В. Бойсен) 54:12 — А. Биль (мен.) |                   | Судьи: Марк Виганд Николя Флюри Линейные судьи: Давид Обвегезер Михаэль Штальдер |
| |                                                 | |                   | Судьи: Марк Виганд Николя Флюри Линейные судьи: Давид Обвегезер Михаэль Штальдер |
| |                                                 | |                   | Судьи: Марк Виганд Николя Флюри Линейные судьи: Давид Обвегезер Михаэль Штальдер |
| |                                                 | |                   | Судьи: Марк Виганд Николя Флюри Линейные судьи: Давид Обвегезер Михаэль Штальдер |
| 8 мин | Штраф                                           | 10 мин                                                                                                  |                   | Судьи: Марк Виганд Николя Флюри Линейные судьи: Давид Обвегезер Михаэль Штальдер |
| |                                                 | |                   |                                                                                  |
| | 50                                              | Броски                                                                                                  | 15                |                                                                                  |

| 4 сентября 2021 21:00 | Ред Булл Мюнхен | 2:1 (0:0, 2:0, 0:1) | Рёгле | Ледовый стадион «Олимпия», Мюнхен Зрителей: 1 057 |

| Отчёт                                                                                   | Отчёт                | Отчёт                                            | Отчёт       | Отчёт                                                                                |
| --------------------------------------------------------------------------------------- | -------------------- | ------------------------------------------------ | ----------- | ------------------------------------------------------------------------------------ |
|                                                                                         |                      |                                                  |             |                                                                                      |
|                                                                                         | Данни аус ден Биркен | Вратари                                          | Калле Кланг | Судьи: Мариан Рохач Лукас Кольмюллер Линейные судьи: Мариус Вёльцмюллер Тобиас Швенк |
|                                                                                         | Голы:                |                                                  |             | Судьи: Мариан Рохач Лукас Кольмюллер Линейные судьи: Мариус Вёльцмюллер Тобиас Швенк |
| Т. Паркс (Б. Стрит, Ф. Тиффельс) — 28:12 Т. Паркс (З. Редмонд, Дж. Блум) (бол.) — 35:26 | 1:0 2:0 2:1          | 44:24 — Л. Ларссон (М. Шёгрен, М. Каспер) (бол.) |             | Судьи: Мариан Рохач Лукас Кольмюллер Линейные судьи: Мариус Вёльцмюллер Тобиас Швенк |
|                                                                                         |                      |                                                  |             | Судьи: Мариан Рохач Лукас Кольмюллер Линейные судьи: Мариус Вёльцмюллер Тобиас Швенк |
|                                                                                         |                      |                                                  |             | Судьи: Мариан Рохач Лукас Кольмюллер Линейные судьи: Мариус Вёльцмюллер Тобиас Швенк |
|                                                                                         |                      |                                                  |             | Судьи: Мариан Рохач Лукас Кольмюллер Линейные судьи: Мариус Вёльцмюллер Тобиас Швенк |
| 6 мин                                                                                   | Штраф                | 6 мин                                            |             | Судьи: Мариан Рохач Лукас Кольмюллер Линейные судьи: Мариус Вёльцмюллер Тобиас Швенк |
|                                                                                         |                      |                                                  |             |                                                                                      |
|                                                                                         | 30                   | Броски                                           | 20          |                                                                                      |

| 5 октября 2021 21:00 | Ред Булл Мюнхен | 3:4 (0:1, 2:1, 1:2) | Цуг | Ледовый стадион «Олимпия», Мюнхен Зрителей: 1 780 |

| Отчёт | Отчёт                       | Отчёт | Отчёт            | Отчёт                                                                                |
| --- | --------------------------- | --- | ---------------- | ------------------------------------------------------------------------------------ |
| |                             | |                  |                                                                                      |
| | Данни аус ден Биркен        | Вратари | Леонардо Дженони | Судьи: Мариан Рохач Лукас Кольмюллер Линейные судьи: Мариус Вёльцмюллер Тобиас Швенк |
| | Голы:                       | |                  | Судьи: Мариан Рохач Лукас Кольмюллер Линейные судьи: Мариус Вёльцмюллер Тобиас Швенк |
| Ф. Тиффельс (Б. Стрит, Я. Зайденберг) — 28:36 Т. Паркс (Б. Стрит, З. Редмонд) (бол.)— 34:47 Ф. Тиффельс (Т. Паркс, К. Абельтсхаузер) — 44:19 | 0:1 1:1 2:1 2:2 3:2 3:3 3:4 | 0:23 — А. Ландер (К. Юос, С. Крайс) 37:43 — Ф. Герцог (С. Крайс, Н. Ханссон) 51:02 — Д. Симион (Н. Ханссон, С. Крайс) 59:34 — Я. Коварж (Л. Мартскини) |                  | Судьи: Мариан Рохач Лукас Кольмюллер Линейные судьи: Мариус Вёльцмюллер Тобиас Швенк |
| |                             | |                  | Судьи: Мариан Рохач Лукас Кольмюллер Линейные судьи: Мариус Вёльцмюллер Тобиас Швенк |
| |                             | |                  | Судьи: Мариан Рохач Лукас Кольмюллер Линейные судьи: Мариус Вёльцмюллер Тобиас Швенк |
| |                             | |                  | Судьи: Мариан Рохач Лукас Кольмюллер Линейные судьи: Мариус Вёльцмюллер Тобиас Швенк |
| 12 мин | Штраф                       | 8 мин |                  | Судьи: Мариан Рохач Лукас Кольмюллер Линейные судьи: Мариус Вёльцмюллер Тобиас Швенк |
| |                             | |                  |                                                                                      |
| | 21                          | Броски | 27               |                                                                                      |

| 5 октября 2021 21:35 | Сённерйюск | 2:3 (1:2, 1:1, 0:0) | Рёгле | «Фрёс Арена», Войенс Зрителей: 1 072 |

| Отчёт                                                                   | Отчёт               | Отчёт | Отчёт       | Отчёт                                                                                |
| ----------------------------------------------------------------------- | ------------------- | --- | ----------- | ------------------------------------------------------------------------------------ |
|                                                                         |                     | |             |                                                                                      |
|                                                                         | Николай Хенриксен   | Вратари | Калле Кланг | Судьи: Мартин Кристенсен Никлас Лундсгор Линейные судьи: Хенрик Хаурум Андрес Крёйер |
|                                                                         | Голы:               | |             | Судьи: Мартин Кристенсен Никлас Лундсгор Линейные судьи: Хенрик Хаурум Андрес Крёйер |
| В. Бойсен (А. Хольцманн, М. Эскильдсен) — 10:16 С. Франк (мен.) — 38:42 | 1:0 1:1 1:2 1:3 2:3 | 19:23 — А. Бенгтссон (М. Каспер, Л. Ларссон) 19:48 — А. Бенгтссон (Э. Лесунд) 34:39 — С. Йоханнессон (А. Тамбеллини, Т. Бритен) |             | Судьи: Мартин Кристенсен Никлас Лундсгор Линейные судьи: Хенрик Хаурум Андрес Крёйер |
|                                                                         |                     | |             | Судьи: Мартин Кристенсен Никлас Лундсгор Линейные судьи: Хенрик Хаурум Андрес Крёйер |
|                                                                         |                     | |             | Судьи: Мартин Кристенсен Никлас Лундсгор Линейные судьи: Хенрик Хаурум Андрес Крёйер |
|                                                                         |                     | |             | Судьи: Мартин Кристенсен Никлас Лундсгор Линейные судьи: Хенрик Хаурум Андрес Крёйер |
| 8 мин                                                                   | Штраф               | 6 мин |             | Судьи: Мартин Кристенсен Никлас Лундсгор Линейные судьи: Хенрик Хаурум Андрес Крёйер |
|                                                                         |                     | |             |                                                                                      |
|                                                                         | 15                  | Броски | 37          |                                                                                      |

| 13 октября 2021 19:05 | Рёгле | 19:05 | Сённерйюск | «Катена Арена», Энгельхольм |

| 13 октября 2021 20:45 | Цуг | 20:45 | Ред Булл Мюнхен | «Боссард Арена», Цуг |

### Группа E
| Поз | Команда         | И | В | В(ОТ) | П(ОТ) | П | МЗ | МП | РМ  | О  | Квалификация |     | ТАП   | ЛУГ      | ШЕЛ    | БЕР      |
| --- | --------------- | - | - | ----- | ----- | - | -- | -- | --- | -- | ------------ | --- | ----- | -------- | ------ | -------- |
| 1   | Таппара         | 4 | 2 | 2     | 0     | 0 | 20 | 10 | +10 | 10 | Плей-офф     |     | —     | 3:2 (ОТ) | 12 окт | 5:4 (ОТ) |
| 2   | Лугано          | 4 | 2 | 0     | 1     | 1 | 15 | 13 | +2  | 7  | Плей-офф     |     | 3:6   | —        | 5:1    | 12 окт   |
| 3   | Шеллефтео АИК   | 4 | 2 | 0     | 0     | 2 | 14 | 16 | −2  | 6  |              |     | 5 окт | 3:5      | —      | 5:3      |
| 4   | Айсберен Берлин | 4 | 0 | 0     | 1     | 3 | 11 | 21 | −10 | 1  |              | 1:6 | 5 окт | 3:5      | —      |          |

|  |  |  |  |  |

|  |  |  |  |  |

|  |  |  |  |  |

|  |  |  |  |  |

|  |  |  |  |  |

|  |  |  |  |  |

### Группа F
| Поз | Команда               | И | В | В(ОТ) | П(ОТ) | П | МЗ | МП | РМ  | О  | Квалификация |     | ФРИ   | ЛЕК    | ТРШ | СЛО   |
| --- | --------------------- | - | - | ----- | ----- | - | -- | -- | --- | -- | ------------ | --- | ----- | ------ | --- | ----- |
| 1   | Фрибур-Готтерон (К)   | 4 | 4 | 0     | 0     | 0 | 17 | 7  | +10 | 12 | Плей-офф     |     | —     | 12 окт | 6:2 | 5:2   |
| 2   | Лександ (К)           | 4 | 4 | 0     | 0     | 0 | 15 | 8  | +7  | 12 | Плей-офф     |     | 5 окт | —      | 3:2 | 5:3   |
| 3   | Оцеларжи Тршинец (В)  | 4 | 0 | 0     | 0     | 4 | 8  | 16 | −8  | 0  |              |     | 3:4   | 1:3    | —   | 6 окт |
| 4   | Слован Братислава (В) | 4 | 0 | 0     | 0     | 4 | 7  | 16 | −9  | 0  |              | 0:2 | 2:4   | 13 окт | —   |       |

|  |  |  |  |  |

|  |  |  |  |  |

|  |  |  |  |  |

|  |  |  |  |  |

|  |  |  |  |  |

|  |  |  |  |  |

### Группа G
| Поз | Команда                | И | В | В(ОТ) | П(ОТ) | П | МЗ | МП | РМ  | О  | Квалификация |     | КЛА | РУН        | ДОН      | РУА      |
| --- | ---------------------- | - | - | ----- | ----- | - | -- | -- | --- | -- | ------------ | --- | --- | ---------- | -------- | -------- |
| 1   | Клагенфурт             | 4 | 2 | 2     | 0     | 0 | 14 | 4  | +10 | 10 | Плей-офф     |     | —   | 3:2 (ОТ)   | 13 окт   | 2:1 (ОТ) |
| 2   | Рунгстед Сайер Кэпитал | 4 | 0 | 2     | 1     | 1 | 10 | 13 | −3  | 5  | Плей-офф     |     | 1:5 | —          | 4:3 (ОТ) | 12 окт   |
| 3   | Донбасс                | 4 | 1 | 0     | 2     | 1 | 10 | 12 | −2  | 5  |              |     | 3:4 | 2:3 (бул.) | —        | 2:1      |
| 4   | Руан                   | 4 | 1 | 0     | 1     | 2 | 6  | 11 | −5  | 4  |              | 0:4 | 5:1 | 4:3        | —        |          |

| 3 сентября 2021 19:30 | Донбасс | 2:3 (Б) (1:0, 0:1, 1:1; ОТ: 0:0; Б: 0:1) | Рунгстед Сайер Кэпитал | Дворец спорта, Киев Зрителей: 5 876 |

| Отчёт | Отчёт                        | Отчёт | Отчёт           | Отчёт                                                                                 |
| --- | ---------------------------- | --- | --------------- | ------------------------------------------------------------------------------------- |
| |                              | |                 |                                                                                       |
| | Андрей Макаров               | Вратари | Вилле Колппанен | Судьи: Андрей Кича Артём Корепанов Линейные судьи: Сергей Хараберюш Тимур Чермашенцев |
| | Голы:                        | |                 | Судьи: Андрей Кича Артём Корепанов Линейные судьи: Сергей Хараберюш Тимур Чермашенцев |
| П. Медведев (М. Стефанович, В. Туркин) (бол.) — 17:07 А. Пересунько (Ф. Морозов, Дж. Смерек) — 53:48 Джейлен Смерек Виктор Туркин Виталий Лялька Михаил Стефанович | 1:0 1:1 1:2 2:2 2:3 Буллиты: | 33:23 — Р. Андерссон (М. Йенсен, Г. Грен) (бол.) 47:51 — Г. Грен ( М. Ульссон, М. Йенсен) (бол.) 65:00 — М. Ульссон (поб. бул.) Тим Дейли Маркус Ульссон Расмус Андерссон Фредерик Бьеррум |                 | Судьи: Андрей Кича Артём Корепанов Линейные судьи: Сергей Хараберюш Тимур Чермашенцев |
| |                              | |                 | Судьи: Андрей Кича Артём Корепанов Линейные судьи: Сергей Хараберюш Тимур Чермашенцев |
| |                              | |                 | Судьи: Андрей Кича Артём Корепанов Линейные судьи: Сергей Хараберюш Тимур Чермашенцев |
| |                              | |                 | Судьи: Андрей Кича Артём Корепанов Линейные судьи: Сергей Хараберюш Тимур Чермашенцев |
| 9 мин | Штраф                        | 6 мин |                 | Судьи: Андрей Кича Артём Корепанов Линейные судьи: Сергей Хараберюш Тимур Чермашенцев |
| |                              | |                 |                                                                                       |
| | 31                           | Броски | 28              |                                                                                       |

| 3 сентября 2021 21:20 | Клагенфурт | 2:1 (ОТ) (1:1, 0:0, 0:0, ОТ: 1:0) | Руан | «Штадхалле», Клагенфурт Зрителей: 1 866 |

| Отчёт                                                          | Отчёт         | Отчёт                                         | Отчёт          | Отчёт                                                                             |
| -------------------------------------------------------------- | ------------- | --------------------------------------------- | -------------- | --------------------------------------------------------------------------------- |
|                                                                |               |                                               |                |                                                                                   |
|                                                                | Себастьян Дам | Вратари                                       | Матия Пинтарич | Судьи: Ладислав Сметана Кристоф Штернат Линейные судьи: Симон Рикен Элиас Зевальд |
|                                                                | Голы:         |                                               |                | Судьи: Ладислав Сметана Кристоф Штернат Линейные судьи: Симон Рикен Элиас Зевальд |
| М. Ганаль — 2:48 Н. Питерсен (Р. Тичар, Ф. Браггиссер) — 60:43 | 1:0 1:1 2:1   | 19:44 — Р. Вигнерс (Л. Ламперье, М-А. Дорион) |                | Судьи: Ладислав Сметана Кристоф Штернат Линейные судьи: Симон Рикен Элиас Зевальд |
|                                                                |               |                                               |                | Судьи: Ладислав Сметана Кристоф Штернат Линейные судьи: Симон Рикен Элиас Зевальд |
|                                                                |               |                                               |                | Судьи: Ладислав Сметана Кристоф Штернат Линейные судьи: Симон Рикен Элиас Зевальд |
|                                                                |               |                                               |                | Судьи: Ладислав Сметана Кристоф Штернат Линейные судьи: Симон Рикен Элиас Зевальд |
| 3 мин                                                          | Штраф         | 2 мин                                         |                | Судьи: Ладислав Сметана Кристоф Штернат Линейные судьи: Симон Рикен Элиас Зевальд |
|                                                                |               |                                               |                |                                                                                   |
|                                                                | 50            | Броски                                        | 22             |                                                                                   |

| 5 сентября 2021 17:00 | Донбасс | 2:1 (0:1, 1:0, 1:0) | Руан | Дворец спорта, Киев Зрителей: 5 328 |

| Отчёт                                                                                                   | Отчёт          | Отчёт                                                | Отчёт          | Отчёт                                                                                |
| --- | -------------- | ---------------------------------------------------- | -------------- | ------------------------------------------------------------------------------------ |
| |                |                                                      |                |                                                                                      |
| | Андрей Макаров | Вратари                                              | Матия Пинтарич | Судьи: Андрей Кича Антон Перетятко Линейные судьи: Алексей Рябиков Артём Береховенко |
| | Голы:          |                                                      |                | Судьи: Андрей Кича Антон Перетятко Линейные судьи: Алексей Рябиков Артём Береховенко |
| О. Шишлянников (А. Бирюков, Г. Желдаков) — 24:38 А. Бирюков (О. Шишлянников, Дж. Смерек) (бол.) — 51:00 | 0:1 1:1 2:1    | 8:57 — А. Гюттиг (Л. Ламперье, Ф. Шакиашвили) (мен.) |                | Судьи: Андрей Кича Антон Перетятко Линейные судьи: Алексей Рябиков Артём Береховенко |
| |                |                                                      |                | Судьи: Андрей Кича Антон Перетятко Линейные судьи: Алексей Рябиков Артём Береховенко |
| |                |                                                      |                | Судьи: Андрей Кича Антон Перетятко Линейные судьи: Алексей Рябиков Артём Береховенко |
| |                |                                                      |                | Судьи: Андрей Кича Антон Перетятко Линейные судьи: Алексей Рябиков Артём Береховенко |
| 8 мин                                                                                                   | Штраф          | 16 мин                                               |                | Судьи: Андрей Кича Антон Перетятко Линейные судьи: Алексей Рябиков Артём Береховенко |
| |                |                                                      |                |                                                                                      |
| | 39             | Броски                                               | 28             |                                                                                      |

| 5 сентября 2021 21:20 | Клагенфурт | 3:2 (ОТ) (0:0, 1:1, 1:1, ОТ: 1:0) | Рунгстед Сайер Кэпитал | «Штадхалле», Клагенфурт Зрителей: 1 708 |

| Отчёт | Отчёт               | Отчёт                                                                                                | Отчёт           | Отчёт                                                                            |
| --- | ------------------- | --- | --------------- | -------------------------------------------------------------------------------- |
| |                     | |                 |                                                                                  |
| | Себастьян Дам       | Вратари                                                                                              | Вилле Колппанен | Судьи: Кристиан Офнер Милан Зрнич Линейные судьи: Элиас Зевальд Яка Гаспер Цгонц |
| | Голы:               | |                 | Судьи: Кристиан Офнер Милан Зрнич Линейные судьи: Элиас Зевальд Яка Гаспер Цгонц |
| Н. Питерсен (Т. Кох, Р. Тичар) (бол.) — 35:28 Н. Питерсен (М. Ганаль, Р. Тичар) — 41:35 Л. Хаудум (К. Унтервегер) — 60:56 | 0:1 1:1 2:1 2:2 3:2 | 24:36 — С. Сёренсен (Я. Гаммельгор, Д. Мадсен) 52:42 — Х. Густафссон (Т. Дейли, Н. Розенталь) (бол.) |                 | Судьи: Кристиан Офнер Милан Зрнич Линейные судьи: Элиас Зевальд Яка Гаспер Цгонц |
| |                     | |                 | Судьи: Кристиан Офнер Милан Зрнич Линейные судьи: Элиас Зевальд Яка Гаспер Цгонц |
| |                     | |                 | Судьи: Кристиан Офнер Милан Зрнич Линейные судьи: Элиас Зевальд Яка Гаспер Цгонц |
| |                     | |                 | Судьи: Кристиан Офнер Милан Зрнич Линейные судьи: Элиас Зевальд Яка Гаспер Цгонц |
| 8 мин | Штраф               | 8 мин                                                                                                |                 | Судьи: Кристиан Офнер Милан Зрнич Линейные судьи: Элиас Зевальд Яка Гаспер Цгонц |
| |                     | |                 |                                                                                  |
| | 36                  | Броски                                                                                               | 19              |                                                                                  |

| 9 сентября 2021 21:00 | Руан | 4:3 (0:1, 2:1, 2:1) | Донбасс | Каток им. Натали Пешала, Руан Зрителей: 2 451 |

| Отчёт | Отчёт                       | Отчёт | Отчёт          | Отчёт                                                                     |
| --- | --------------------------- | --- | -------------- | ------------------------------------------------------------------------- |
| |                             | |                |                                                                           |
| | Матия Пинтарич              | Вратари | Андрей Макаров | Судьи: Пьер Даэн Николя Крегю Линейные судьи: Жереми Души Клеман Гоналвес |
| | Голы:                       | |                | Судьи: Пьер Даэн Николя Крегю Линейные судьи: Жереми Души Клеман Гоналвес |
| А. Гюттиг (Л. Ламперье, Р. Вигнерс) — 29:04 Э. Джонстон (С. Гимон) (бол.) — 31:51 Ж. Рено (Т. Гюёриф, К. Томазино) — 42:53 Д. Гилберт (Д. Йео, Дж. Кэрон) — 53:35 | 0:1 1:1 2:1 2:2 3:2 3:3 4:3 | 19:45 — А. Бирюков (О. Шишлянников, А. Сигарёв) 34:39 — А. Сигарёв (А. Бирюков) 43:13 — В. Лялька (Н. Буценко) |                | Судьи: Пьер Даэн Николя Крегю Линейные судьи: Жереми Души Клеман Гоналвес |
| |                             | |                | Судьи: Пьер Даэн Николя Крегю Линейные судьи: Жереми Души Клеман Гоналвес |
| |                             | |                | Судьи: Пьер Даэн Николя Крегю Линейные судьи: Жереми Души Клеман Гоналвес |
| |                             | |                | Судьи: Пьер Даэн Николя Крегю Линейные судьи: Жереми Души Клеман Гоналвес |
| 8 мин | Штраф                       | 14 мин |                | Судьи: Пьер Даэн Николя Крегю Линейные судьи: Жереми Души Клеман Гоналвес |
| |                             | |                |                                                                           |
| | 36                          | Броски | 31             |                                                                           |

| 9 сентября 2021 21:30 | Рунгстед Сайер Кэпитал | 1:5 (0:1, 1:1, 0:3) | Клагенфурт | «Биткоин Арена», Хёрсхольм Зрителей: 1 002 |

| Отчёт                                          | Отчёт                   | Отчёт | Отчёт         | Отчёт                                                                                   |
| ---------------------------------------------- | ----------------------- | --- | ------------- | --------------------------------------------------------------------------------------- |
|                                                |                         | |               |                                                                                         |
|                                                | Вилле Колппанен         | Вратари | Себастьян Дам | Судьи: Мадс Франдсен Кеннет Нильсен Линейные судьи: Андреас Кройер Альберт Анкерстьерне |
|                                                | Голы:                   | |               | Судьи: Мадс Франдсен Кеннет Нильсен Линейные судьи: Андреас Кройер Альберт Анкерстьерне |
| М. Ульссон (М. Йенсен, Г. Грен) (бол.) — 29:09 | 0:1 0:2 1:2 1:3 1:4 1:5 | 12:49 — Р. Тичар (Н. Питерсен) 24:48 — Ш. Гайер (С. Стронг, Д. Оберштайнер) 50:18 — Д. Оберштайнер (Т. Кох) (мен.) 54:48 — М. Гайер (М. Ганаль, Л. Хаудум) 59:45 — Й. Бишофбергер (К. Унтервегер, Т. Хундертпфунд) (п.в.) |               | Судьи: Мадс Франдсен Кеннет Нильсен Линейные судьи: Андреас Кройер Альберт Анкерстьерне |
|                                                |                         | |               | Судьи: Мадс Франдсен Кеннет Нильсен Линейные судьи: Андреас Кройер Альберт Анкерстьерне |
|                                                |                         | |               | Судьи: Мадс Франдсен Кеннет Нильсен Линейные судьи: Андреас Кройер Альберт Анкерстьерне |
|                                                |                         | |               | Судьи: Мадс Франдсен Кеннет Нильсен Линейные судьи: Андреас Кройер Альберт Анкерстьерне |
| 10 мин                                         | Штраф                   | 8 мин |               | Судьи: Мадс Франдсен Кеннет Нильсен Линейные судьи: Андреас Кройер Альберт Анкерстьерне |
|                                                |                         | |               |                                                                                         |
|                                                | 22                      | Броски | 25            |                                                                                         |

| 11 сентября 2021 20:30 | Рунгстед Сайер Кэпитал | 4:3 (ОТ) (1:0, 1:1, 1:2, ОТ: 1:0) | Донбасс | «Биткоин Арена», Хёрсхольм Зрителей: 1 003 |

| Отчёт | Отчёт                       | Отчёт | Отчёт          | Отчёт                                                                               |
| --- | --------------------------- | --- | -------------- | ----------------------------------------------------------------------------------- |
| |                             | |                |                                                                                     |
| | Давид Грубак                | Вратари | Андрей Макаров | Судьи: Расмус Топпель Мадс Франдсен Линейные судьи: Фредерик Андерсен Хенрик Хаурум |
| | Голы:                       | |                | Судьи: Расмус Топпель Мадс Франдсен Линейные судьи: Фредерик Андерсен Хенрик Хаурум |
| Ф. Бьеррум (Н. Розенталь, Й. Хольтен-Мёллер) — 0:56 А. Писон (Р. Андерссон, М. Йенсен) (бол.) — 29:17 Т. Дейли (Н. Розенталь, Х. Густафссон) (бол.) — 41:06 Х. Густафссон (М. Йенсен, Н. Розенталь) — 60:29 | 1:0 2:0 2:1 3:1 3:2 3:3 4:3 | 33:10 — П. Медведев (В. Лялька, Г. Желдаков) (бол.) 44:09 — В. Соколовский (Ф. Морозов, А. Пересунько) 46:13 — Н. Жульдиков (А. Сигарёв) |                | Судьи: Расмус Топпель Мадс Франдсен Линейные судьи: Фредерик Андерсен Хенрик Хаурум |
| |                             | |                | Судьи: Расмус Топпель Мадс Франдсен Линейные судьи: Фредерик Андерсен Хенрик Хаурум |
| |                             | |                | Судьи: Расмус Топпель Мадс Франдсен Линейные судьи: Фредерик Андерсен Хенрик Хаурум |
| |                             | |                | Судьи: Расмус Топпель Мадс Франдсен Линейные судьи: Фредерик Андерсен Хенрик Хаурум |
| 8 мин | Штраф                       | 12 мин |                | Судьи: Расмус Топпель Мадс Франдсен Линейные судьи: Фредерик Андерсен Хенрик Хаурум |
| |                             | |                |                                                                                     |
| | 25                          | Броски | 22             |                                                                                     |

| 11 сентября 2021 20:30 | Руан | 0:4 | Клагенфурт | Каток им. Натали Пешала, Руан |

| Отчёт | Отчёт | Отчёт | Отчёт | Отчёт |
| ----- | ----- | ----- | ----- | ----- |
|       |       |       |       |       |
|       |       |       |       |       |
|       |       |       |       |       |
|       |       |       |       |       |
|       |       |       |       |       |
|       |       |       |       |       |
|       |       |       |       |       |
|       |       |       |       |       |
|       |       |       |       |       |

| 6 октября 2021 19:30 | Донбасс | 3:4 | Клагенфурт | Дворец спорта, Киев |

| Отчёт | Отчёт | Отчёт | Отчёт | Отчёт |
| ----- | ----- | ----- | ----- | ----- |
|       |       |       |       |       |
|       |       |       |       |       |
|       |       |       |       |       |
|       |       |       |       |       |
|       |       |       |       |       |
|       |       |       |       |       |
|       |       |       |       |       |
|       |       |       |       |       |
|       |       |       |       |       |

| 6 октября 2021 20:30 | Руан | 5:1 | Рунгстед Сайер Кэпитал | Каток им. Натали Пешала, Руан |

| Отчёт | Отчёт | Отчёт | Отчёт | Отчёт |
| ----- | ----- | ----- | ----- | ----- |
|       |       |       |       |       |
|       |       |       |       |       |
|       |       |       |       |       |
|       |       |       |       |       |
|       |       |       |       |       |
|       |       |       |       |       |
|       |       |       |       |       |
|       |       |       |       |       |
|       |       |       |       |       |

| 12 октября 2021 21:30 | Рунгстед Сайер Кэпитал | 21:30 | Руан | «Биткоин Арена», Хёрсхольм |

| 13 октября 2021 21:20 | Клагенфурт | 21:20 | Донбасс | «Штадхалле», Клагенфурт |

### Группа H
| Поз | Команда            | И | В | В(ОТ) | П(ОТ) | П | МЗ | МП | РМ  | О  | Квалификация |     | ЗАЛ        | БОЛ   | ФРИ        | ЯСТ    |
| --- | ------------------ | - | - | ----- | ----- | - | -- | -- | --- | -- | ------------ | --- | ---------- | ----- | ---------- | ------ |
| 1   | Ред Булл Зальцбург | 4 | 4 | 0     | 0     | 0 | 16 | 5  | +11 | 12 | Плей-офф     |     | —          | 5 окт | 1:0        | 6:1    |
| 2   | Больцано           | 4 | 2 | 1     | 1     | 0 | 12 | 6  | +6  | 9  | Плей-офф     |     | 12 окт     | —     | 1:2 (бул.) | 3:1    |
| 3   | Фриск Аскер        | 4 | 0 | 1     | 0     | 3 | 5  | 13 | −8  | 2  |              |     | 2:6        | 1:5   | —          | 12 окт |
| 4   | Ястшембе           | 4 | 0 | 0     | 1     | 3 | 6  | 15 | −9  | 1  |              | 2:3 | 2:3 (бул.) | 5 окт | —          |        |

|  |  |  |  |  |

|  |  |  |  |  |

|  |  |  |  |  |

|  |  |  |  |  |

|  |  |  |  |  |

|  |  |  |  |  |